# Patrones geométricos islámicos

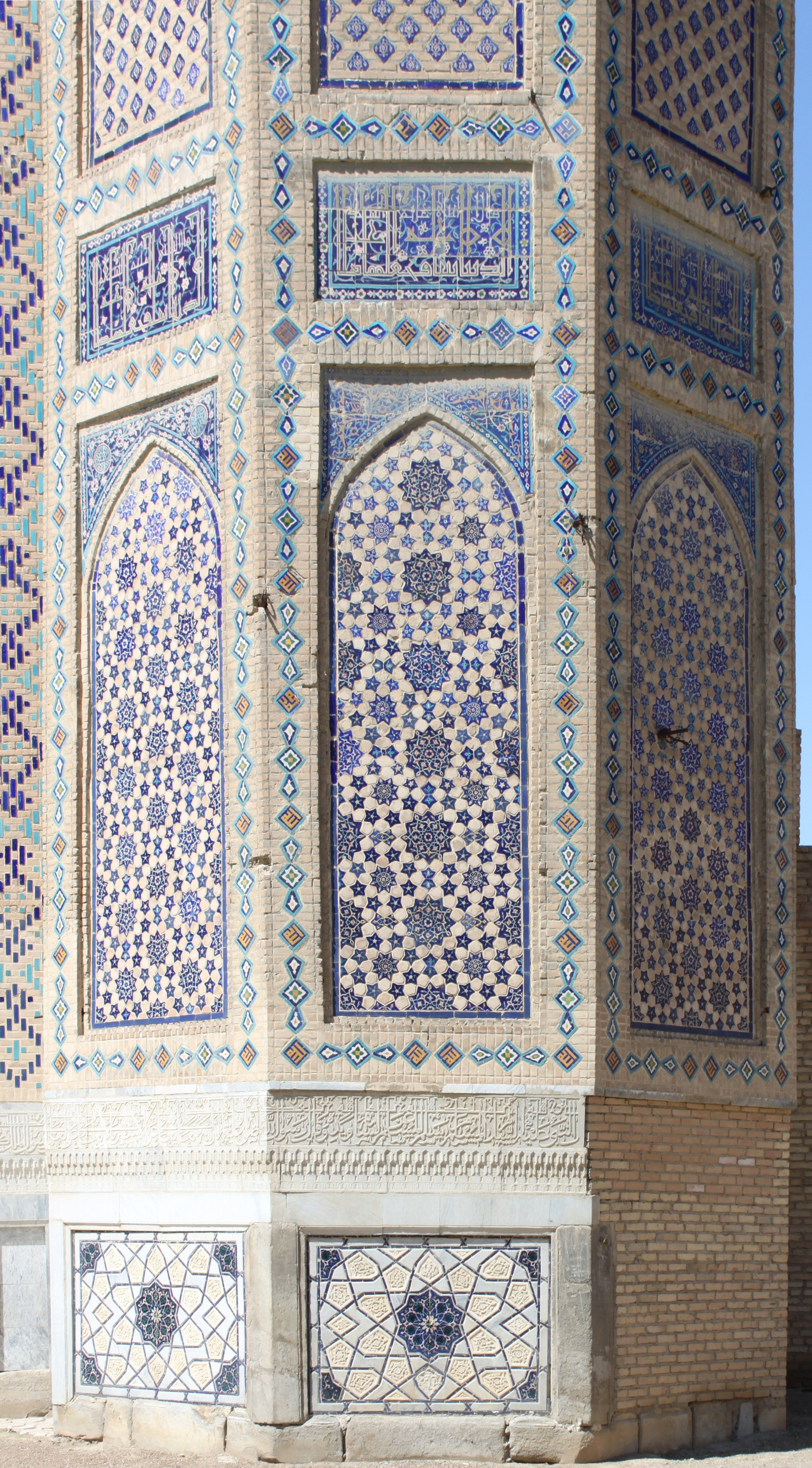
Detalle del zócalo del minarete de la Mezquita Bibi-Khanym, Samarcanda, Uzbekistán. Los paneles verticales arqueados están decorados con diferentes patrones geométricos, con estrellas de 10, 8 y 5 puntas.

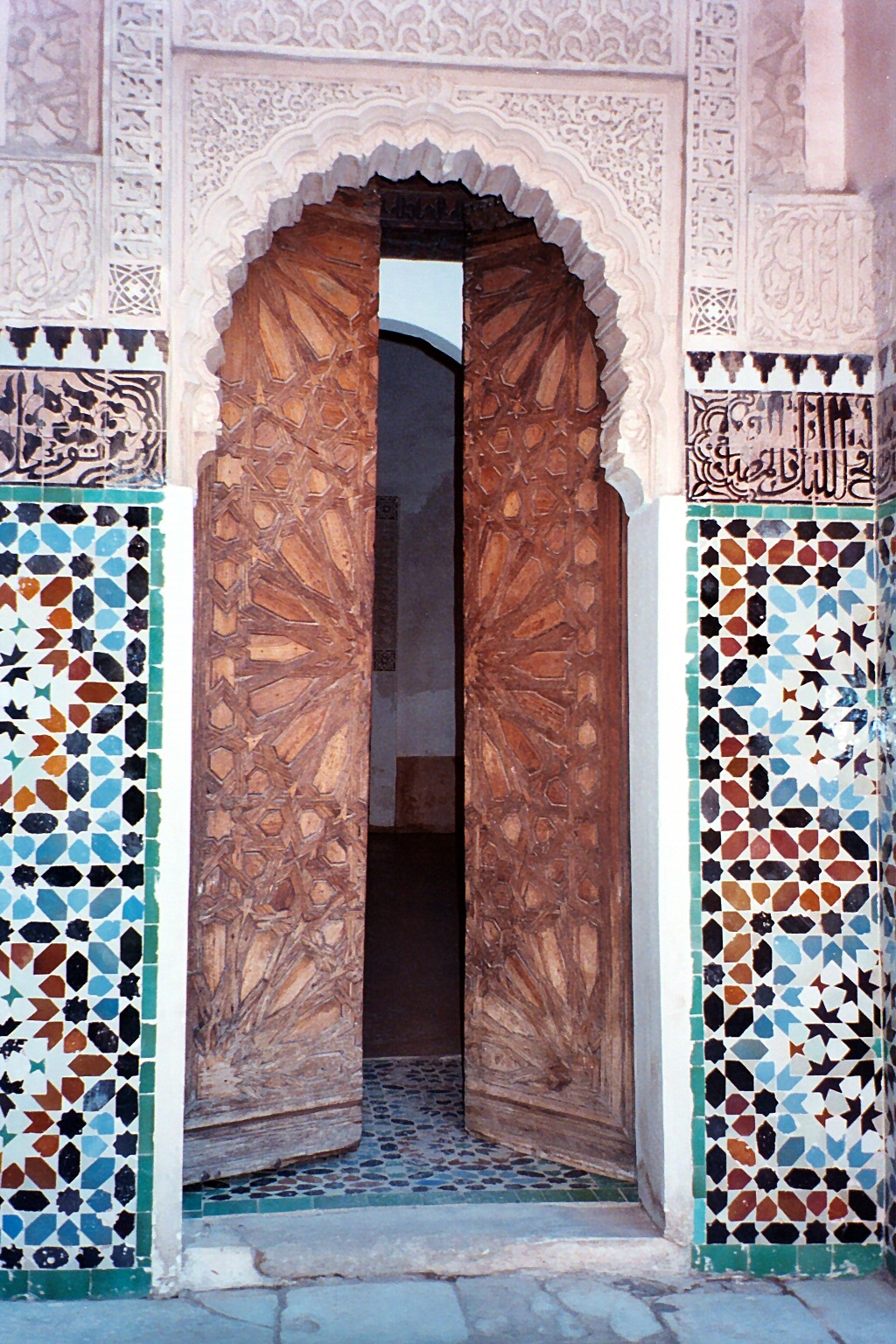
Una puerta de la Madrasa de Ben Youssef en Marruecos. Las puertas de madera están talladas con un modelo giratorio con estrellas de 16 puntas. El arco está rodeado de arabescos; en ambos lados hay una banda de caligrafía árabe, coloreada con azulejos geométricos con estrellas de 8 puntas.

Los patrones geométricos islámicos se han desarrollado a lo largo de los siglos, sobre todo en la decoración islámica, que tiende a evitar el uso de imágenes figurativas.
Consisten a menudo en diseños sobre combinaciones de cuadrados y círculos repetidos, que pueden estar superpuestos y entrelazados, al igual que los arabescos —con los que con frecuencia se combinan—, para formar patrones intrincados y complejos, incluida una amplia variedad de teselado. Estos pueden constituir la decoración completa, pueden formar un marco para motivos florales o adornos caligráficos, o puede colocarse en el fondo alrededor de otros motivos. La complejidad y la variedad de patrones utilizados fueron evolucionando de estrellas y tabletas simples en el siglo IX, a través de una variedad de patrones de seis a trece puntas en el siglo XIII, y finalmente también incluyeron estrellas de catorce y dieciséis puntas en el siglo XVI. 
Los patrones geométricos se presentan en una variedad de formas en el arte y la arquitectura islámica, como las alfombras tipo kilim, los patrones girih persas y los azulejos zellige marroquíes, las bóvedas decorativas de mocárabes, las celosías de piedra con perforaciones de jali, la cerámica, el cuero, los vitrales, la madera y el metal.
El interés en los patrones geométricos islámicos está aumentando en Occidente, tanto entre los artesanos como entre los artistas, incluido M. C. Escher en el siglo XX, y entre matemáticos y físicos, entre ellos Peter Lu y Paul Steinhardt, quienes en el 2007 afirmaron de manera controversial que los cambios en el santuario Darb-e Imán de Isfahán podría generar patrones cuasi periódicos como la Teselación de Penrose.

## Características

### Decoración islámica
El arte islámico en su mayoría evita las imágenes figurativas para evitar convertirse en objetos de adoración. Este aniconismo en la cultura islámica hizo que los artistas exploraran el arte no figurativo, y creó un cambio estético general hacia la decoración basada en las matemáticas. Los patrones geométricos islámicos derivados de diseños más simples utilizados en culturas anteriores: griegos, romanos y sasánidos. Son una de las tres formas de decoración islámica, las otras son el arabesco basado en formas de plantas curvas y ramificadas, y la caligrafía árabe; las tres son frecuentemente usadas juntas. Los diseños geométricos y arabescos son formas de entrelazados islámicos. Eva Baer, en su libro Islamic Ornament (1998), describe este arte:

.... los intrincados entrecruzamientos comunes en el arte islámico medieval posterior, ya están prefigurados en los revestimientos de arquitectura omeya: en mosaicos de suelos, rejas, esculturas de piedra y estuco y pinturas murales (Khirbat al-Mafjar, Qusayr'Amra, Qasr al-Hayr al-Gharbi, etc.), y en la decoración de todo un grupo de objetos de metal del siglo VIII a principios del siglo X en elIrán oriental.

### Intención
Autores como Keith Critchlow, argumentan que los patrones islámicos se crean para llevar al espectador a una comprensión de la realidad subyacente, en lugar de ser meros elementos decorativos, como implican a veces los escritores interesados únicamente en los patrones. En la cultura islámica, se cree que los patrones son el puente hacia el reino espiritual, el instrumento para purificar la mente y el alma. David Wade, afirma que «Gran parte del arte del Islam, ya sea en arquitectura, cerámica, textiles o libros, es el arte de la decoración, es decir, de la transformación». Wade argumenta que el objetivo es transfigurar, convirtiendo las mezquitas «en ligereza y diseño», mientras que «las páginas decoradas de un Corán pueden convertirse en ventanas hacia el infinito».   Contra esto, Doris Behrens-Abouseif afirma, en su libro Beauty in Arabic Culture, que una «gran diferencia» entre el pensamiento filosófico de la Europa medieval y el mundo islámico es exactamente que los conceptos de lo bueno y lo bello están separados en la cultura árabe. Ella sostiene que la belleza, ya sea en la poesía o en las artes visuales, se disfrutó «por su propio bien, sin compromiso con criterios religiosos o morales».

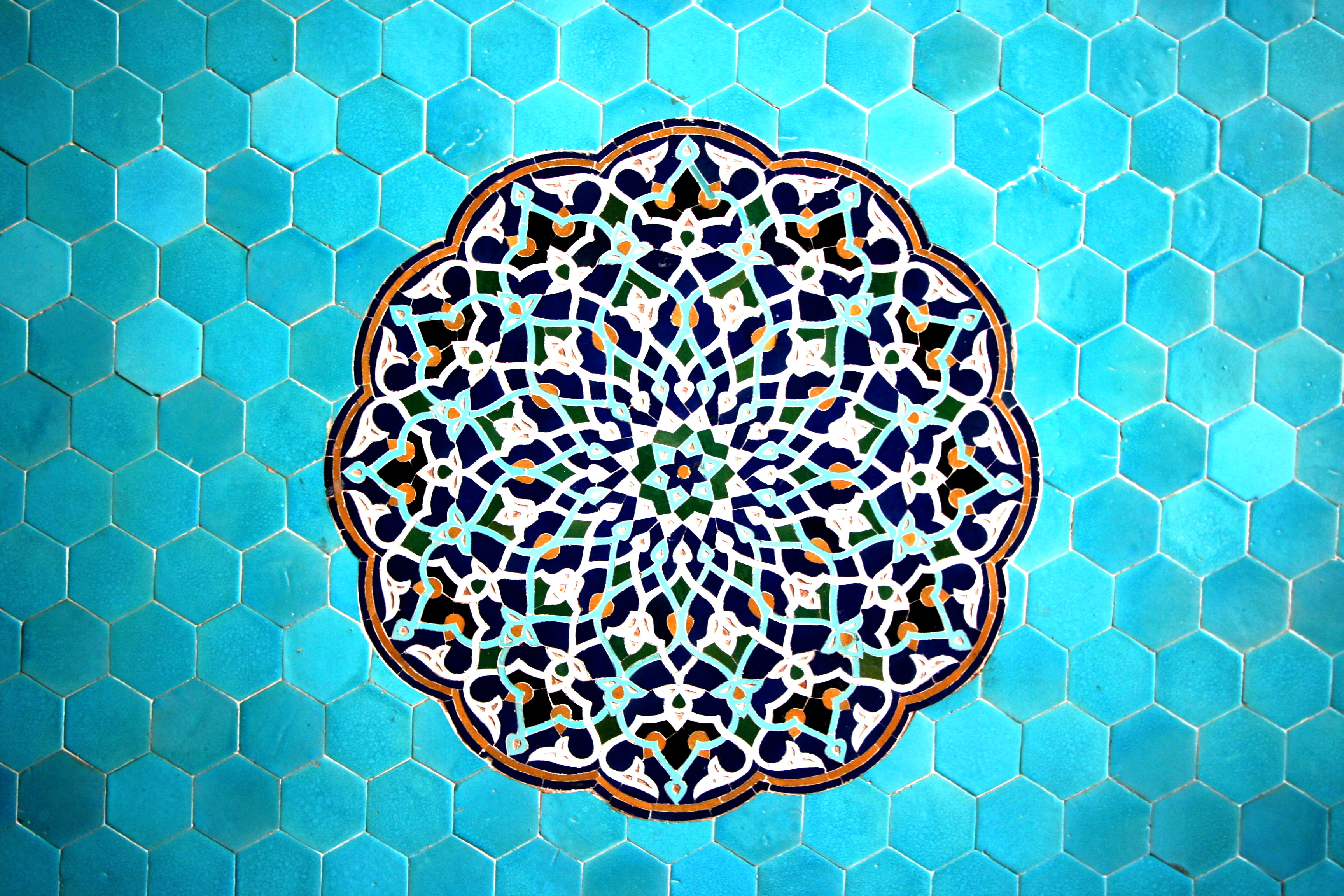
Azulejos en el interior de la Gran mezquita de Yazd, Persia, con diseños geométricos y vegetales
Madrasa de Bou Inania, Fez (Marruecos), original cerca 1350, con patrones geométricos y caligrafía en estuco (más tarde con zellige y azulejos simples)

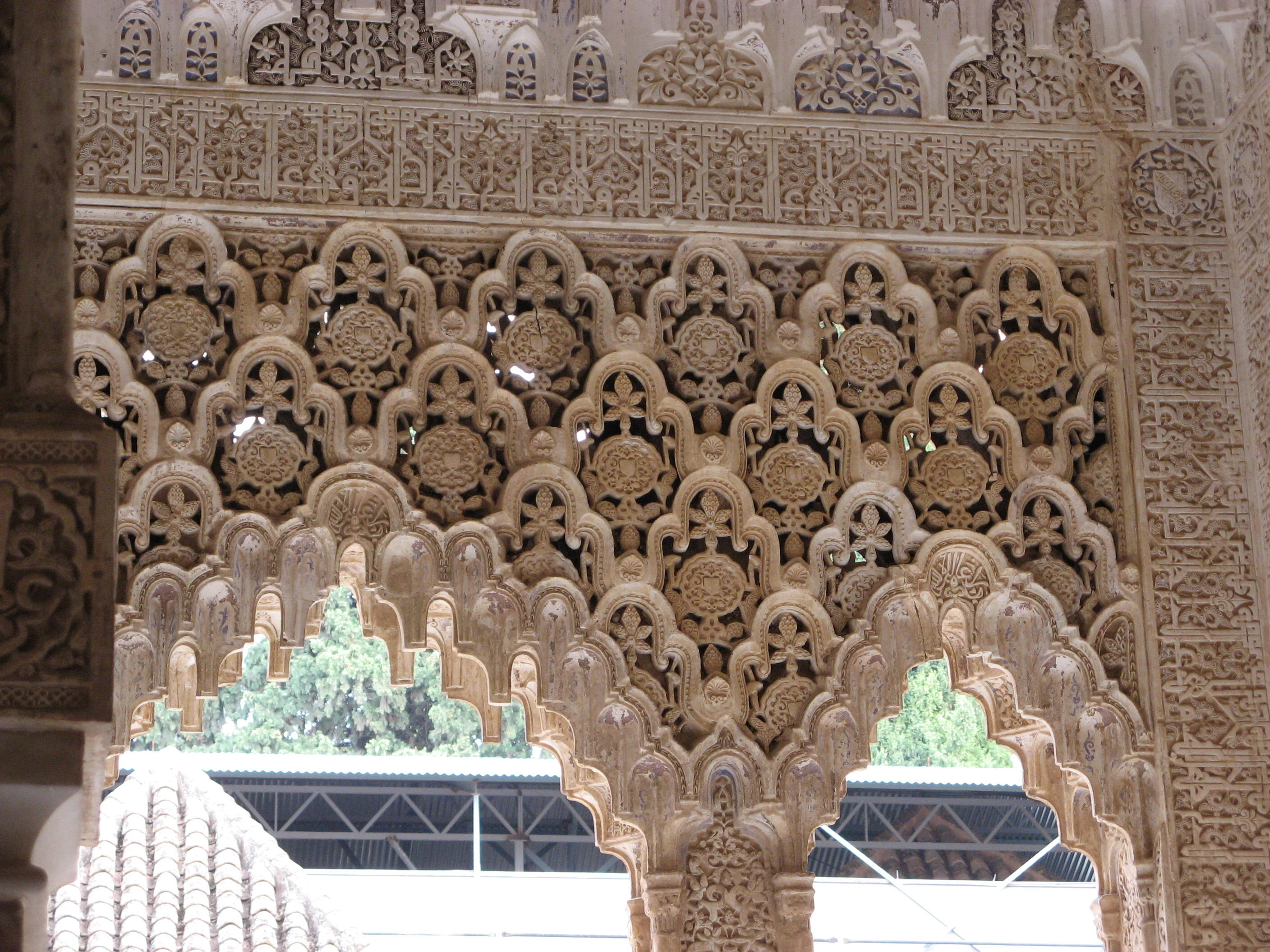
Arco en la Alhambra con obra de estalactitas mocárabes.
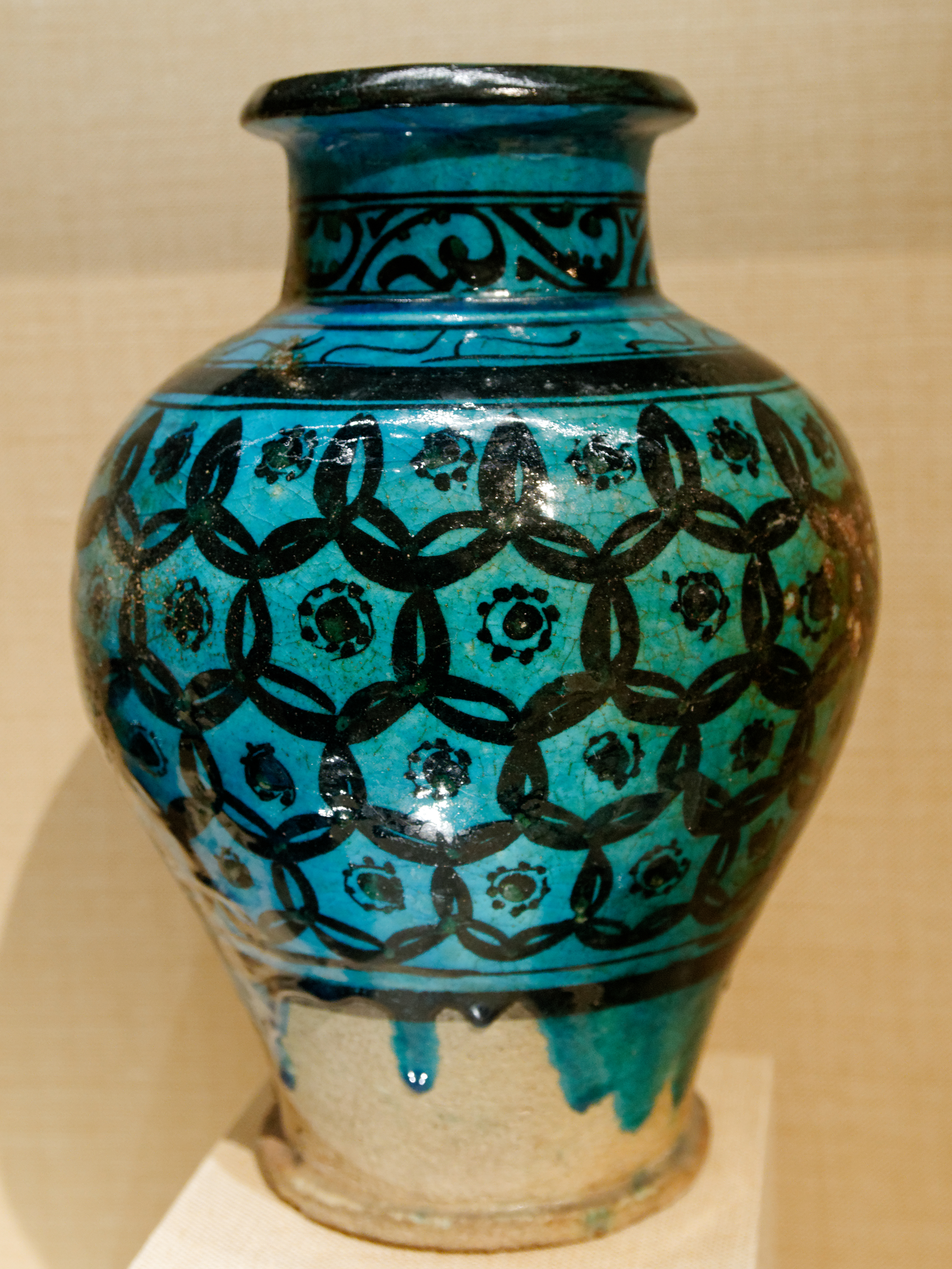
De la dinastía ayubí loza dorada con un patrón de cuadrícula de círculos superpuestos. Siria, siglo XII / XIII
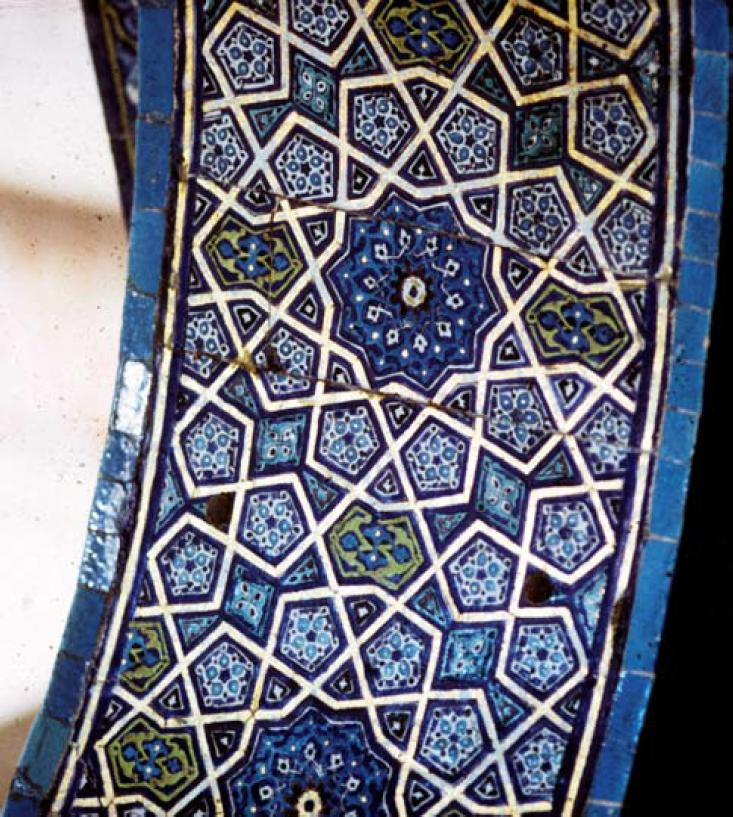
Un arco otomano en la Mezquita verde, de Bursa, Turquía (1424), con estrellas de 10 puntas y pentágonos

## Formación del motivo

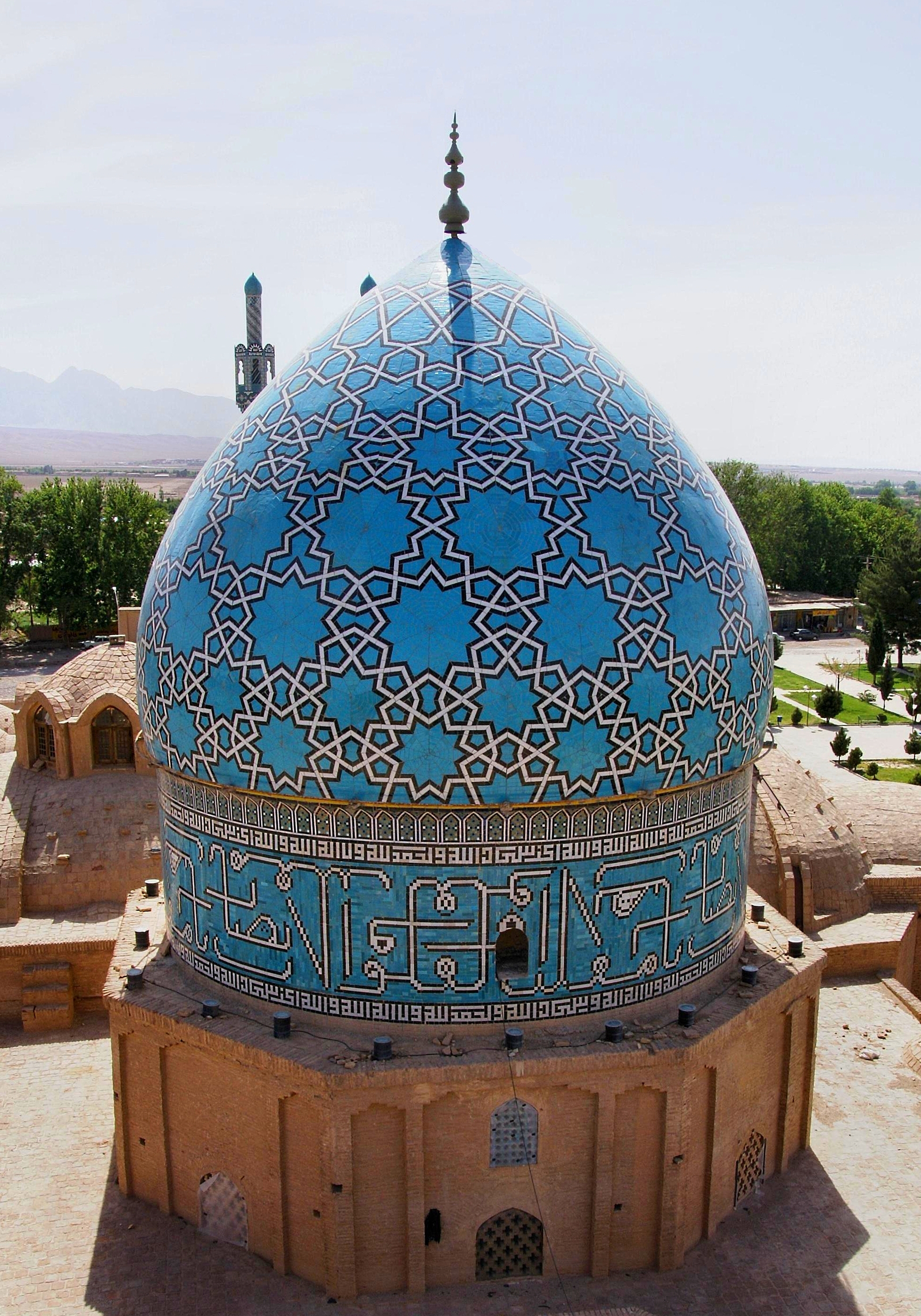
El mausoleo de Shah Nematollah Vali Shrine, Mahan, Irán, 1431. La cúpula con azul girih contine estrellas, de 5, 7, 9, 12, 11, 9 y 10 puntas por turno. Las estrellas de 11 puntas son raras en el arte islámico.

Muchos diseños islámicos están construidos en cuadrados y círculos, generalmente repetidos, superpuestos y entrelazados para formar modelos complicados y/o complejos. Un motivo recurrente en el mosaico islámico es la estrella de ocho puntas; se compone de dos cuadrados, uno girado 45° con respecto al otro. La cuarta forma básica es el polígono, que incluye pentágonos y octágonos. Todo esto se puede combinar y volver a trabajar para formar diseños complejos con una variedad de simetrías que incluyen reflejos y rotaciones. Dichos modelos pueden considerarse teselaciones matemáticas, que pueden extenderse indefinidamente y, por lo tanto, sugieren infinito. Se construyen sobre cuadrículas que requieren únicamente una regla graduada y un compás para ser dibujadas. El artista y profesor Roman Verostko sostiene que tales construcciones son algoritmos de efecto, lo que hace que los patrones geométricos islámicos sean precursores del arte algorítmico moderno.
El círculo simboliza la unidad y la diversidad en la naturaleza, y muchos patrones islámicos se dibujan comenzando con un círculo. Por ejemplo, la decoración de la mezquita del siglo XV en Yazd, Persia se basa en un círculo, dividido en seis por seis círculos dibujados a su alrededor, todos tocando en su centro y cada uno tocando los centros de sus dos vecinos para formar un hexágono regular. Sobre esta base, se construye una estrella de seis puntas rodeada por seis hexágonos irregulares más pequeños para formar un patrón de estrella en mosaico. Esto forma el diseño básico que se perfila en blanco en la pared de la mezquita. Sin embargo, ese diseño está superpuesto con una tracería que se cruza en azul alrededor de azulejos de otros colores, formando un patrón elaborado que oculta parcialmente el diseño original y subyacente. Un diseño similar forma el logotipo del Centro de Investigación Mohammed Ali.

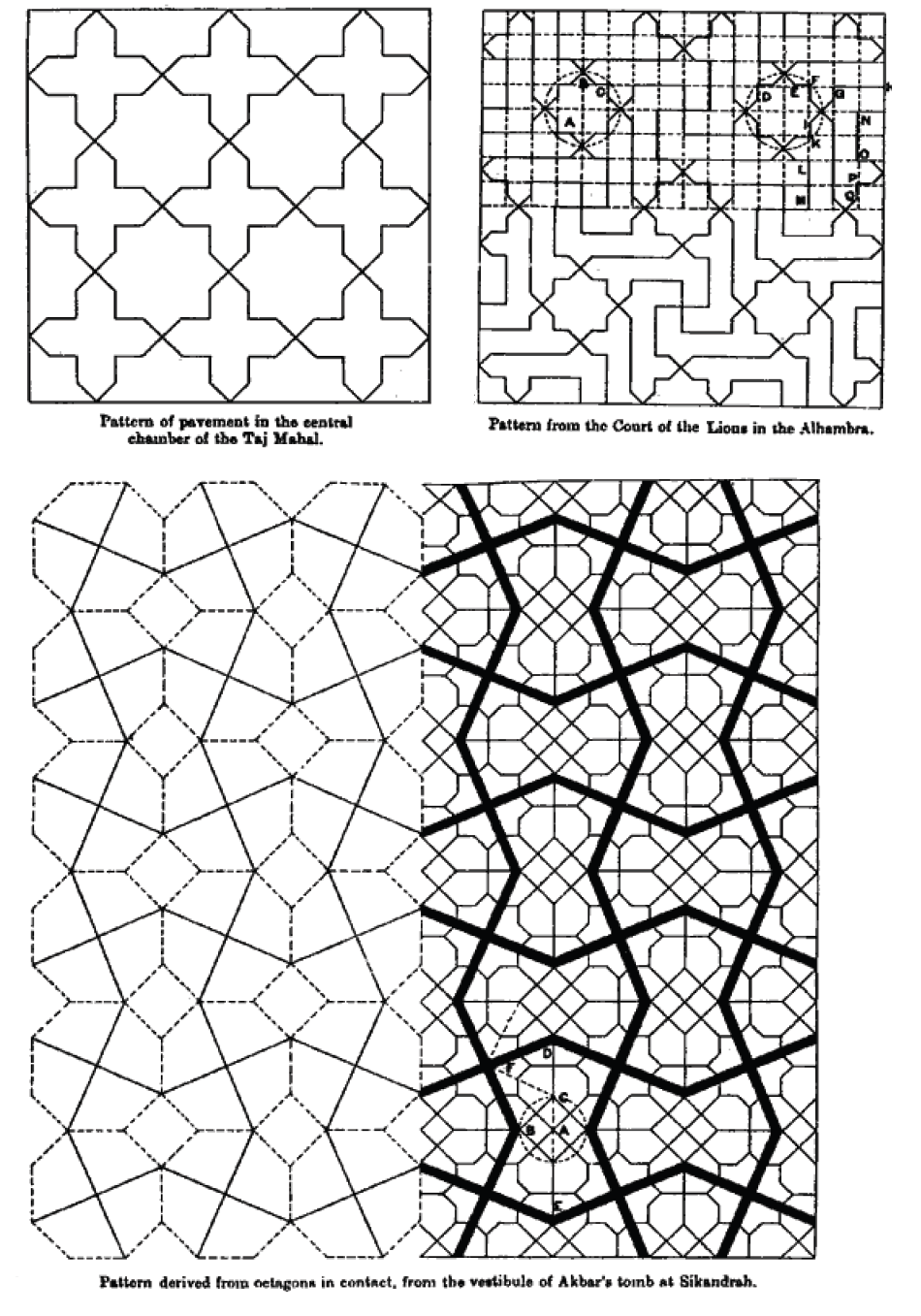
Análisis realizados por Ernest Hanbury Hankin en 1925, de patrones octogonales en la arquitectura mogola. Surgen estrellas de ocho puntas (abajo a la derecha) donde se cruzan las líneas negras gruesas.

Uno de los primeros estudiosos occidentales de los patrones islámicos, Ernest Hanbury Hankin, definió un «arabesco geométrico» como un patrón formado «con la ayuda de líneas de construcción consistentes de polígonos en contacto». Observó que se pueden usar muchas combinaciones diferentes de polígonos siempre que los espacios residuales entre los polígonos sean razonablemente simétricos. Por ejemplo, una cuadrícula de octágonos en contacto tiene cuadrados —del mismo lado que los octágonos— como espacios residuales. Cada octágono es la base para una estrella de ocho puntas, como se ve en la Tumba de Akbar, Sikandra, un suburbio de la ciudad de Agra (1605–1613). Hankin consideró que la «habilidad de los artistas árabes para descubrir combinaciones adecuadas de polígonos [...] es casi asombrosa».

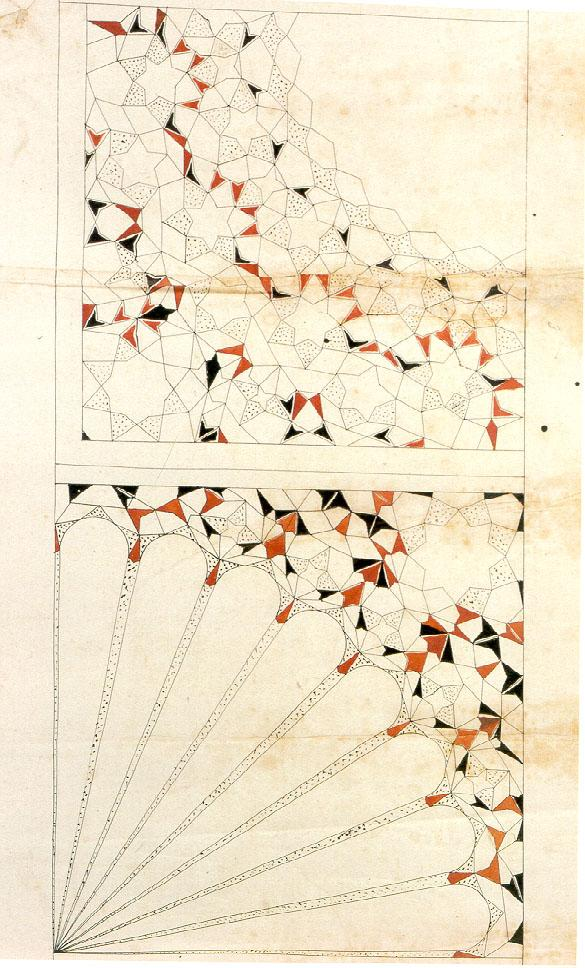
Diseños bidimensionales para dos mocárabes de cuarto de cúpula: concha (arriba), abanico (abajo). Rollo de Topkapı.

 Además, también recuerda que si una estrella aparece en una esquina, debe mostrarse exactamente una cuarta parte de ella; si es a lo largo de un borde, se enseña exactamente la mitad de ella.
El rollo Topkapı, es un modelo de la dinastía timúrida de Irán a fines del siglo XV o principios del XVI, en la colección del museo del Palacio de Topkapi en Estambul, se trata de una valiosa información que contiene ciento catorce modelos que podrían haber sido utilizados tanto directa como indirectamente por los arquitectos para crear patrones de baldosas en muchas mezquitas de todo el mundo. Incluyen diseños de colores para crear patrones de girih, azulejos y mocárabes para cuartos o semi cúpulas.
Las propiedades matemáticas de las baldosas decorativas y los patrones de estuco del palacio de la Alhambra en Granada, España, han sido ampliamente estudiados. Algunos autores han afirmado por motivos dudosos haber encontrado la mayoría o la totalidad de los 17 grupos de decoraciones de paredes.
La carpintería geométrica marroquí de los siglos XIV al XIX utilizó únicamente cinco grupos de deoración de paredes; se afirma que el método de construcción «Hasba» (medida), que comienza con «n- rosetas de roseta», puede generar los diecisiete grupos.

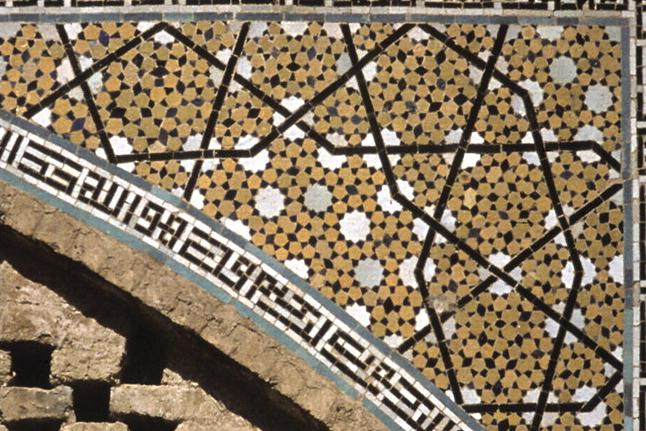
Girih azulejos del patrón decagonal sobre un antepecho del santuario Imam Darb-e.
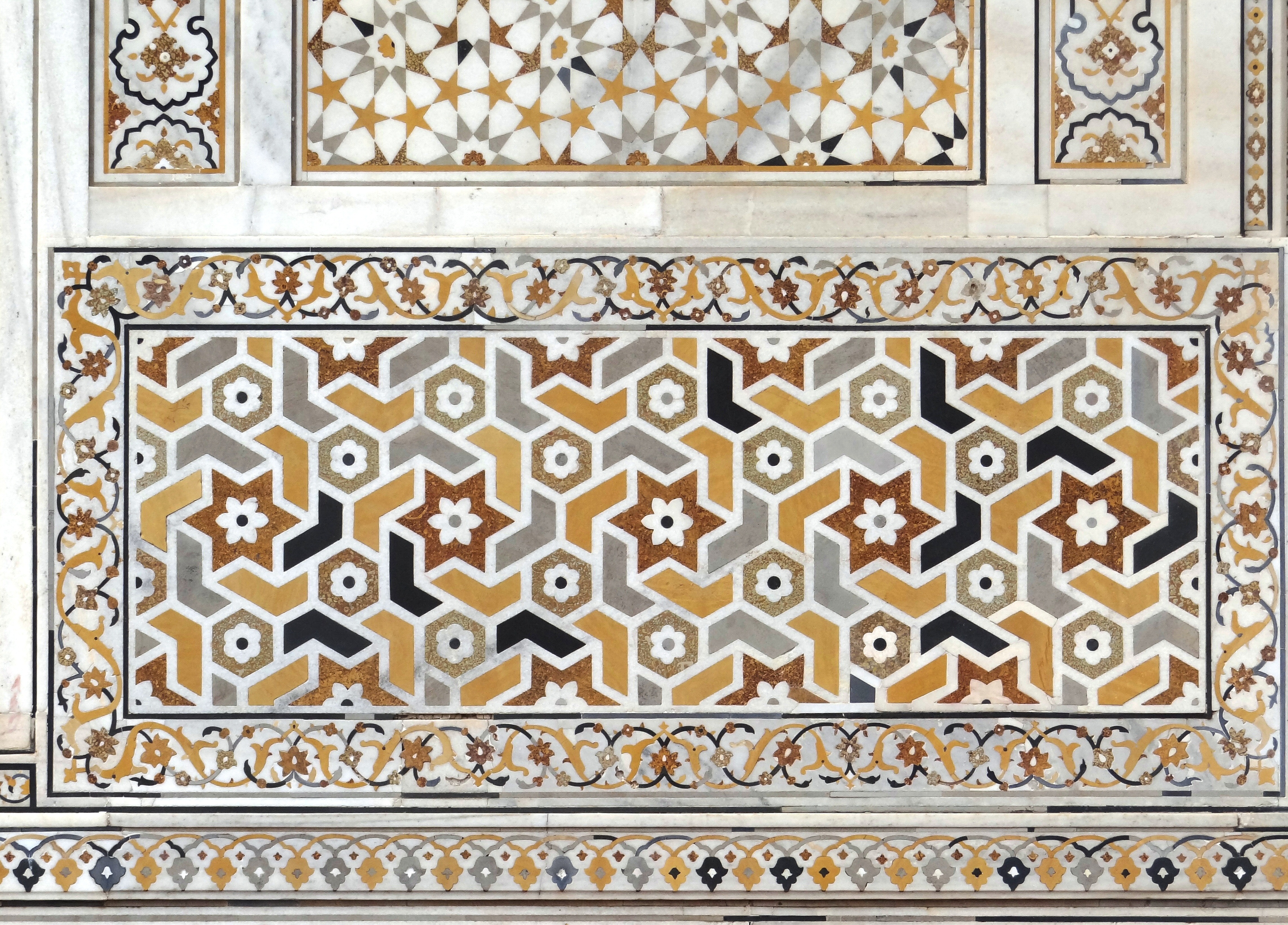
Decoración en la tumba de I'timād-ud-Daulah, Agra, que muestra el tratamiento correcto de los lados y esquinas. Un cuarto de cada estrella de seis puntas se muestra en cada esquina y media estrella a lo largo de los costados.
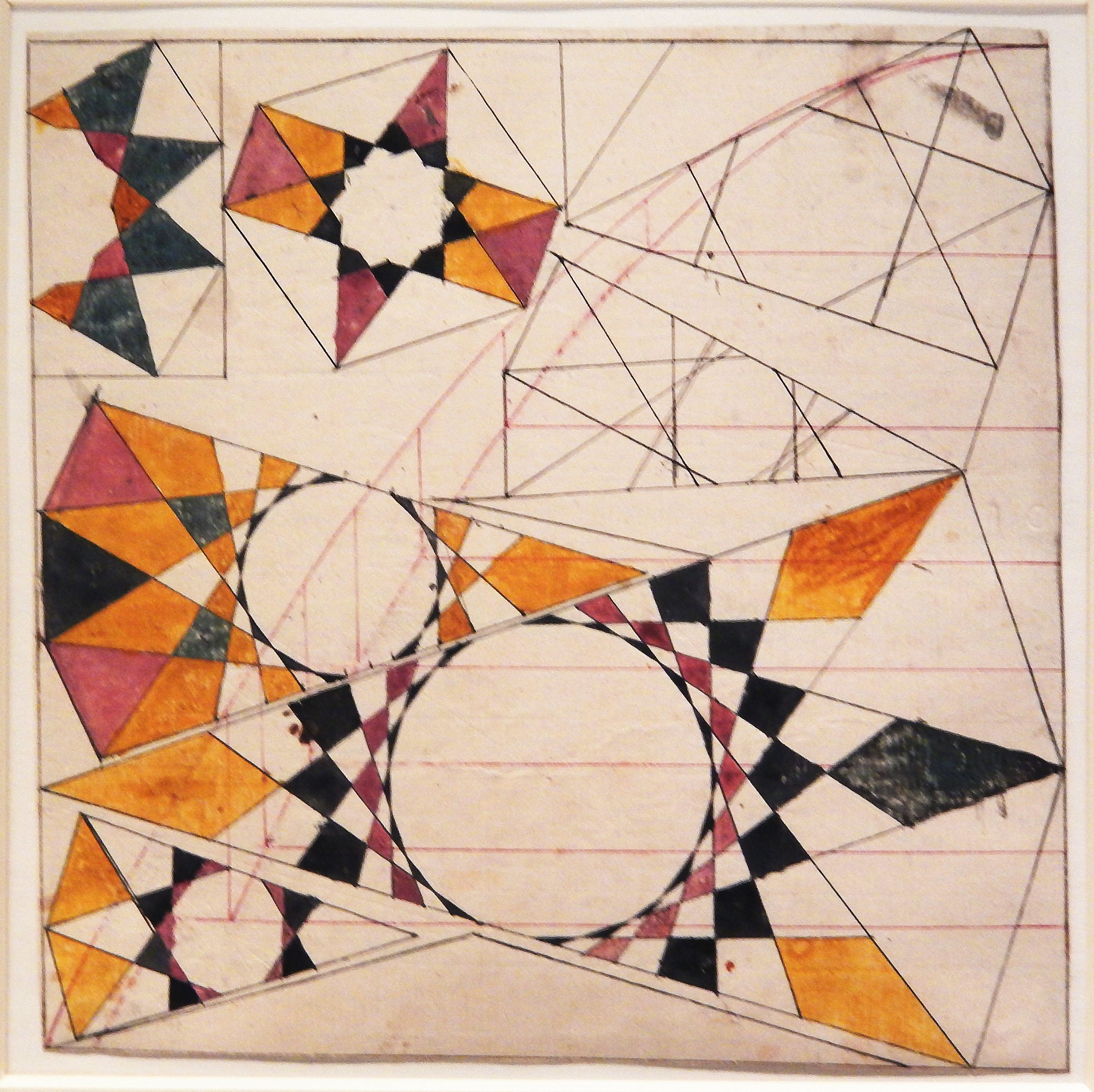
Dibujo arquitectónico para bóveda de ladrillo, Irán, probablemente de Teherán, 1800–1870.

## Evolución

### Etapa primera
Las formas geométricas más tempranas en el arte islámico eran formas geométricas aisladas ocasionales, como estrellas de ocho puntas y pastillas que contenían cuadrados. Estos datan de 836 en la Gran Mezquita de Kairuán, Túnez, y desde entonces se han extendido por todo el mundo islámico.

### Etapa intermedia
El siguiente desarrollo, que marca la etapa intermedia del uso del patrón geométrico islámico, fue de estrellas de seis y ocho puntas, que aparecen en el 879 en la mezquita de Ibn Tulun, El Cairo, y luego se generalizaron.
Una variedad más amplia de patrones fueron utilizados desde el siglo XI. Las formas abstractas de seis y ocho puntas aparecen en la Torre de Kharaqan en Qazvín, Persia en 1067, y en la mezquita de Juyushi, Egipto en 1085, volviéndose más generalizada desde allí, aunque los patrones de seis puntas son raros en Turquía.
En 1086, los patrones girih de siete y diez puntas (con heptágonos, estrellas de cinco y seis puntas, triángulos y hexágonos irregulares) aparecen en la Gran Mezquita de Isfahán. Girih de diez puntas se generalizó en el mundo islámico, excepto en el español al-Ándalus. Poco después, en 1098 se utilizaron patrones de barrido de girih de nueve, once y trece puntas en la Mezquita Barsian, también en Persia; estos, como los patrones geométricos de siete puntas, rara vez se usan fuera de Persia y Asia central.
Finalmente, marcando el final de la etapa media, los patrones de roseta girih de ocho y doce puntas aparecen en la Mezquita Alâeddin en Konya, Turquía en 1220, y en el palacio Abasí en Bagdad en 1230, y se generalizarán en todo el mundo islámico.

### Etapa tardía
El inicio de la etapa tardía está marcado por el uso de patrones simples de dieciséis puntas en el mausoleo Hasan Sadaqah en El Cairo en 1321, y en la Alhambra en España en 1338–1390. Estos patrones rara vez se encuentran fuera de estas dos regiones. Patrones geométricos combinados de dieciséis puntas más elaborados se encuentran en el complejo sultán Hasan en El Cairo en 1363, pero rara vez en otros lugares. Finalmente, los patrones de catorce puntas aparecen en la Jami Masjid del Fatehpur Sikri en el distrito de Agra India, entre los años 1571 y 1596, pero también en algunos otros lugares.

## Formas de arte
Varias formas de arte en diferentes partes del mundo islámico hacen uso de patrones geométricos. Estas incluyen:
- cerámica,[27]
- piezas de tiras girih,[28]
- pantallas de piedra perforada jali,[29]
- alfombras kilim,[30]
- cuero,[31]
- piezas metálicas,[32]
- bóvedas de mocárabes,[33]
- vitrales de shakaba,[34]
- carpintería,[28]
- baldosas zellige.[35]

### Cerámica

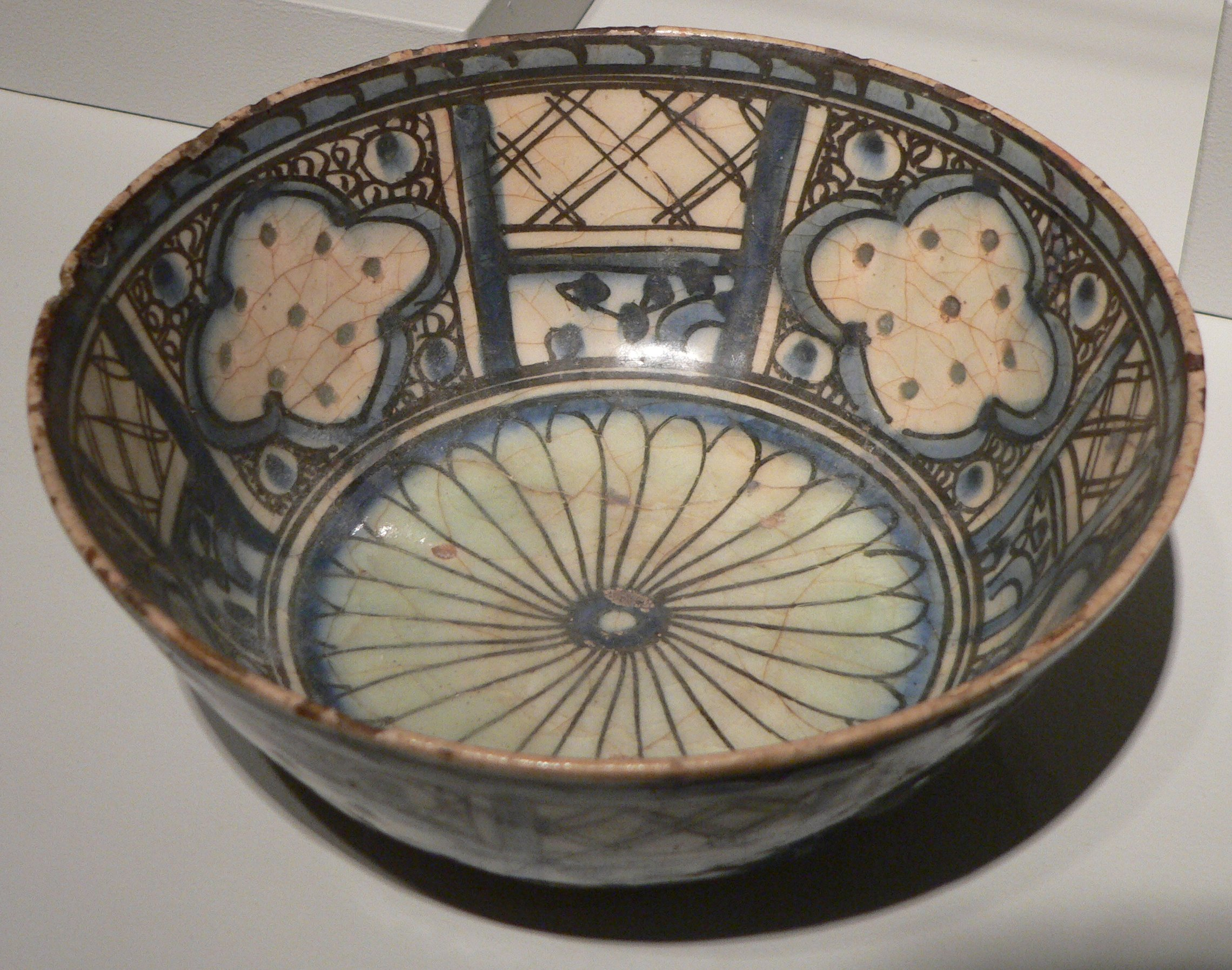
Dinastía safávida de Irán, 1502-1736

La cerámica se presta a motivos circulares, ya sean radiales o tangenciales. Los tazones o platos se pueden decorar por dentro o por fuera con rayas radiales; pueden ser en parte figurativas, representando hojas estilizadas o pétalos de flores, mientras que las bandas circulares pueden correr alrededor de un tazón o jarra. Patrones de este tipo se emplearon en cerámicas islámicas de la dinastía ayubí, siglo XIII. Las flores radialmente simétricas con, por ejemplo, seis pétalos se prestan a diseños geométricos cada vez más estilizados que pueden combinar la simplicidad geométrica con motivos reconocibles naturalistas, se añaden esmaltes de colores brillantes y una composición radial que se adapta idealmente a la vajilla circular. Los alfareros a menudo elegían patrones adecuados a la forma del recipiente que estaban haciendo. Así, un recipìente de agua de barro sin esmaltar, —lo dejaban poroso para permitir la evaporación,y mantener el agua fresca—, en forma de círculo vertical (con asas y cuello arriba), de Alepo, está decorado con un anillo de trenzado moldeado alrededor de una inscripción árabe con una pequeña flor de ocho pétalos en el centro.

### Embaldosados girih y carpintería

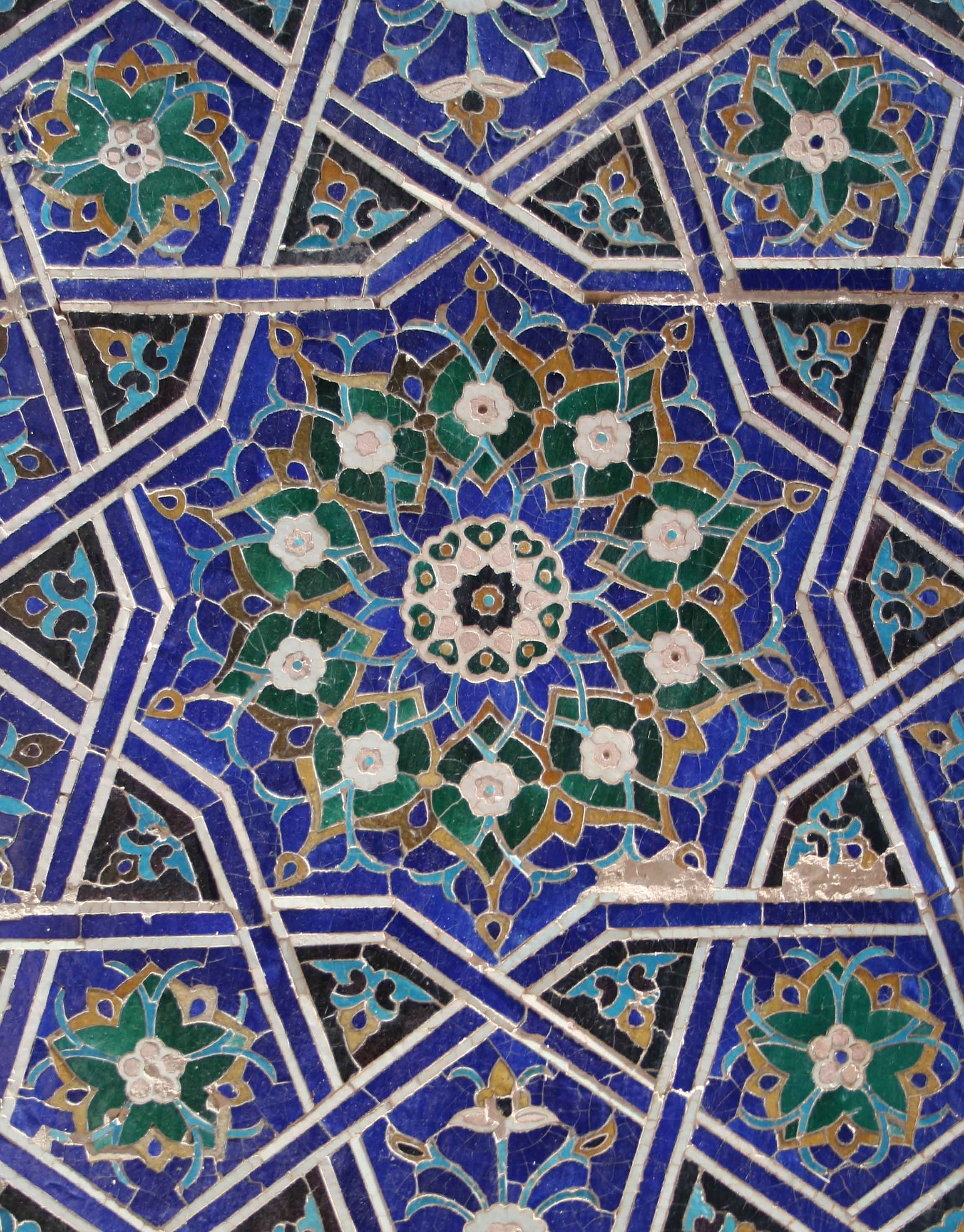
Patrón girih con incrustaciones de decoraciones florales de Shah-i-Zinda en Samarcanda, Uzbekistán.

Los girih son elaborados patrones de entrelazado formados por cinco formas estandarizadas. El estilo se utiliza en la arquitectura islámica persa y también en madera decorativa. Los diseños de girih se hacen tradicionalmente en diferentes medios, incluso en ladrillos cortados, estuco y azulejos de loza de mosaico. En carpintería, sobre todo en el imperio safávida, se puede aplicar como marcos de celosía, o inserto con paneles tales como de vidrio coloreado; o paneles de mosaico utilizados para decorar paredes y techos, ya sean sagrados o seculares. En arquitectura, girih forma superficies decorativas de tiras entrelazadas desde el siglo XV hasta el siglo XX. La mayoría de los diseños se basan en una cuadrícula geométrica parcialmente oculta que proporciona un conjunto regular de puntos; esto se convierte en un patrón utilizando simetrías rotacionales de dos, tres, cuatro y seis pliegues que pueden llenar el plano.  El patrón visible superpuesto en la cuadrícula también es geométrico, con estrellas de seis, ocho, diez y doce puntas y una variedad de polígonos convexos, unidos por correas que normalmente parecen entrelazarse una sobre otra. El patrón visible no coincide con las líneas de construcción subyacentes del mosaico. Los patrones visibles y el mosaico subyacente representan un puente que une lo invisible con lo visible, análogo a la «búsqueda epistemológica» en la cultura islámica, la búsqueda de la naturaleza del conocimiento.

## Jali
Jali son pantallas de piedra perforada o celosías, con patrones que se repiten regularmente. Son características de la arquitectura indo-islámica, por ejemplo, en los edificios de la dinastía mogol en Fatehpur Sikri y el Taj Mahal. Los diseños geométricos combinan polígonos como octágonos y pentágonos con otras formas como estrellas de cinco y ocho puntas. Los patrones enfatizaron las simetrías y sugirieron infinito por repetición. Funcionaba como ventanas o separadores de ambientes, brindando privacidad pero permitiendo la entrada de aire y luz, también es un elemento prominente de la arquitectura de la India. El uso de paredes perforadas ha disminuido con los estándares modernos de construcción y la necesidad de seguridad. Las paredes de jali simplificadas y modernas, por ejemplo, hechas con arcilla premoldeada o bloques de cemento, han sido popularizadas por la arquitecta Laurie Baker. Ventanas perforadas a veces se encuentran en otras partes del mundo islámico, como en las ventanas de la mezquita de Ibn Tulun en El Cairo.

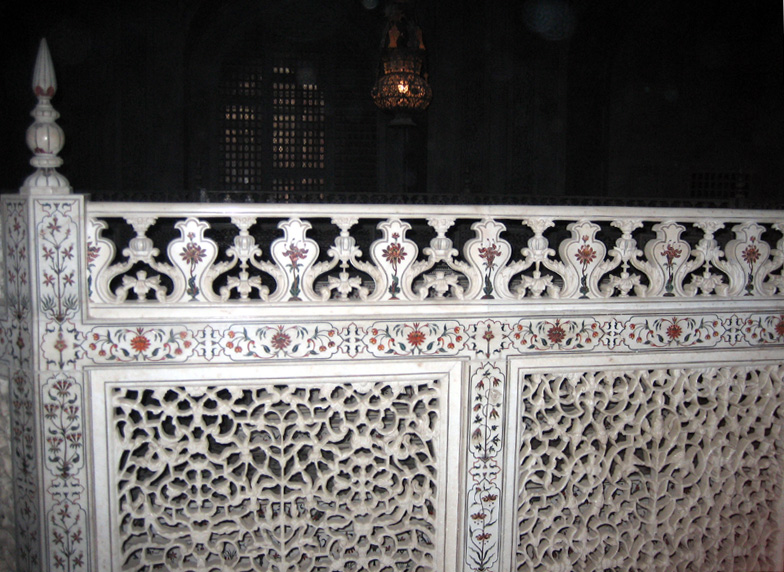
Detalle de pantalla de mármol Jali alrededor de cenotafios reales, Taj Mahal
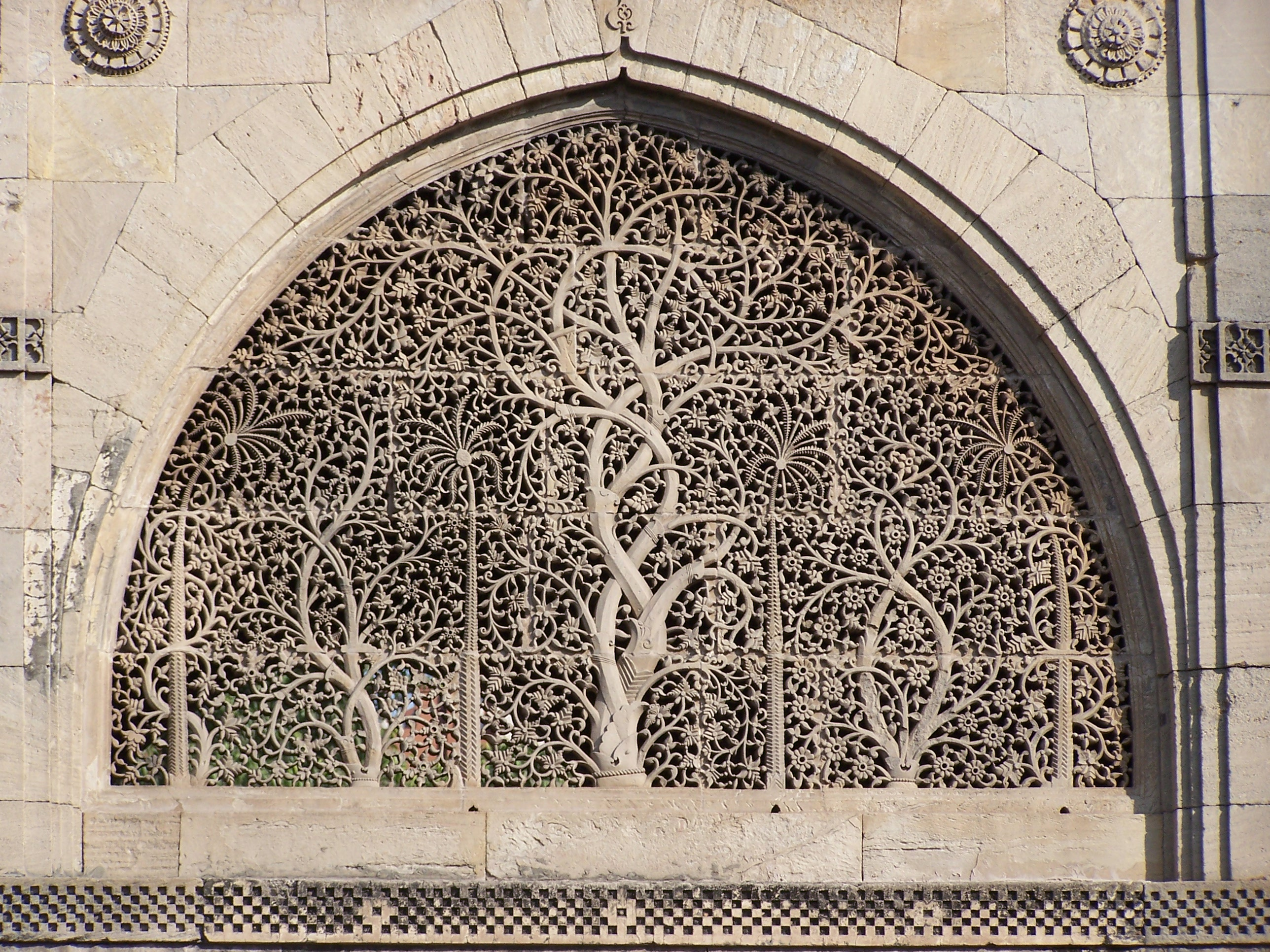
Jali en la mezquita Sidi Saiyyed de Ahmedabad
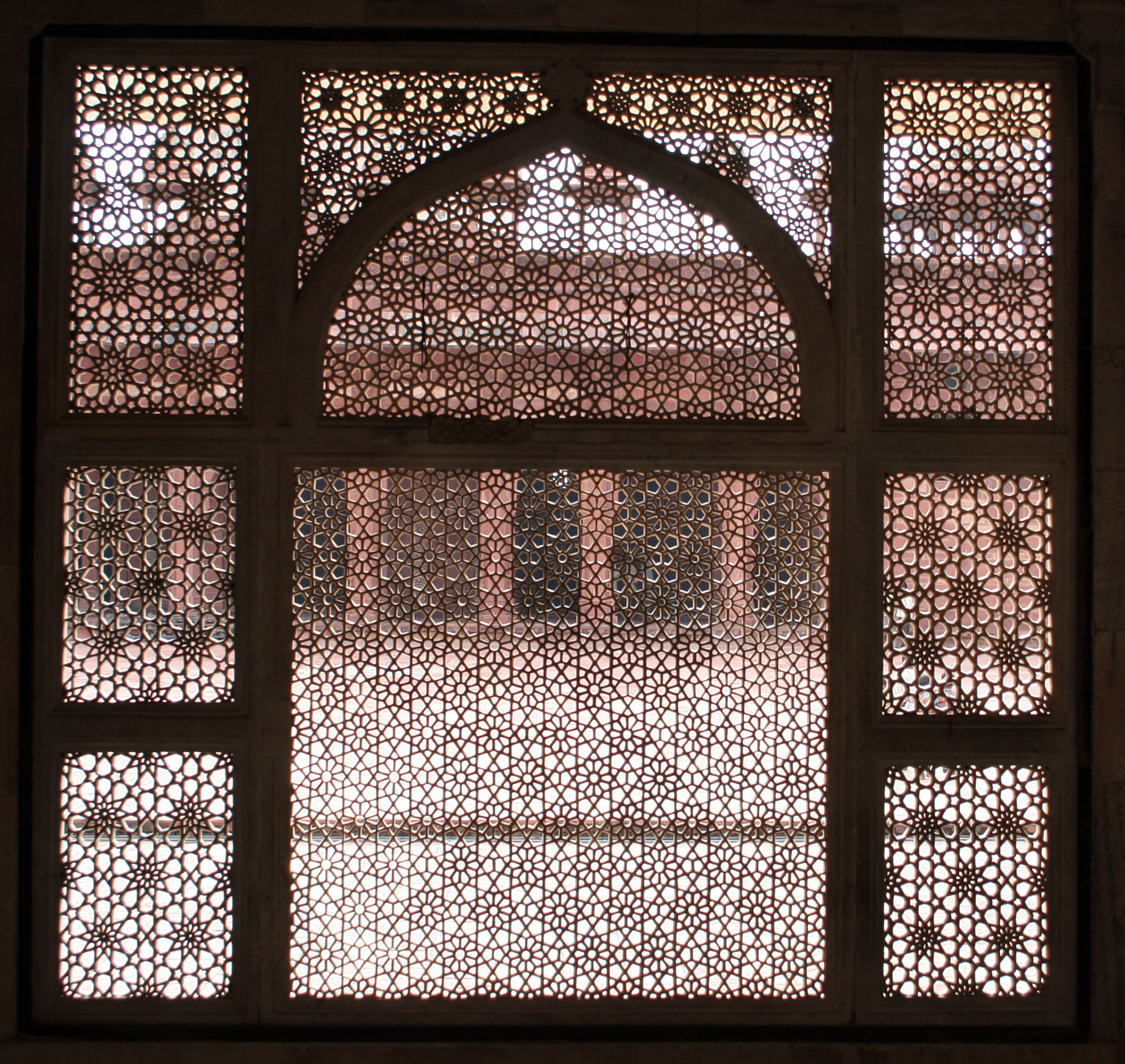
Pantallas perforadas en la tumba de Salim Chishti, Fatehpur Sikri

### Kilim

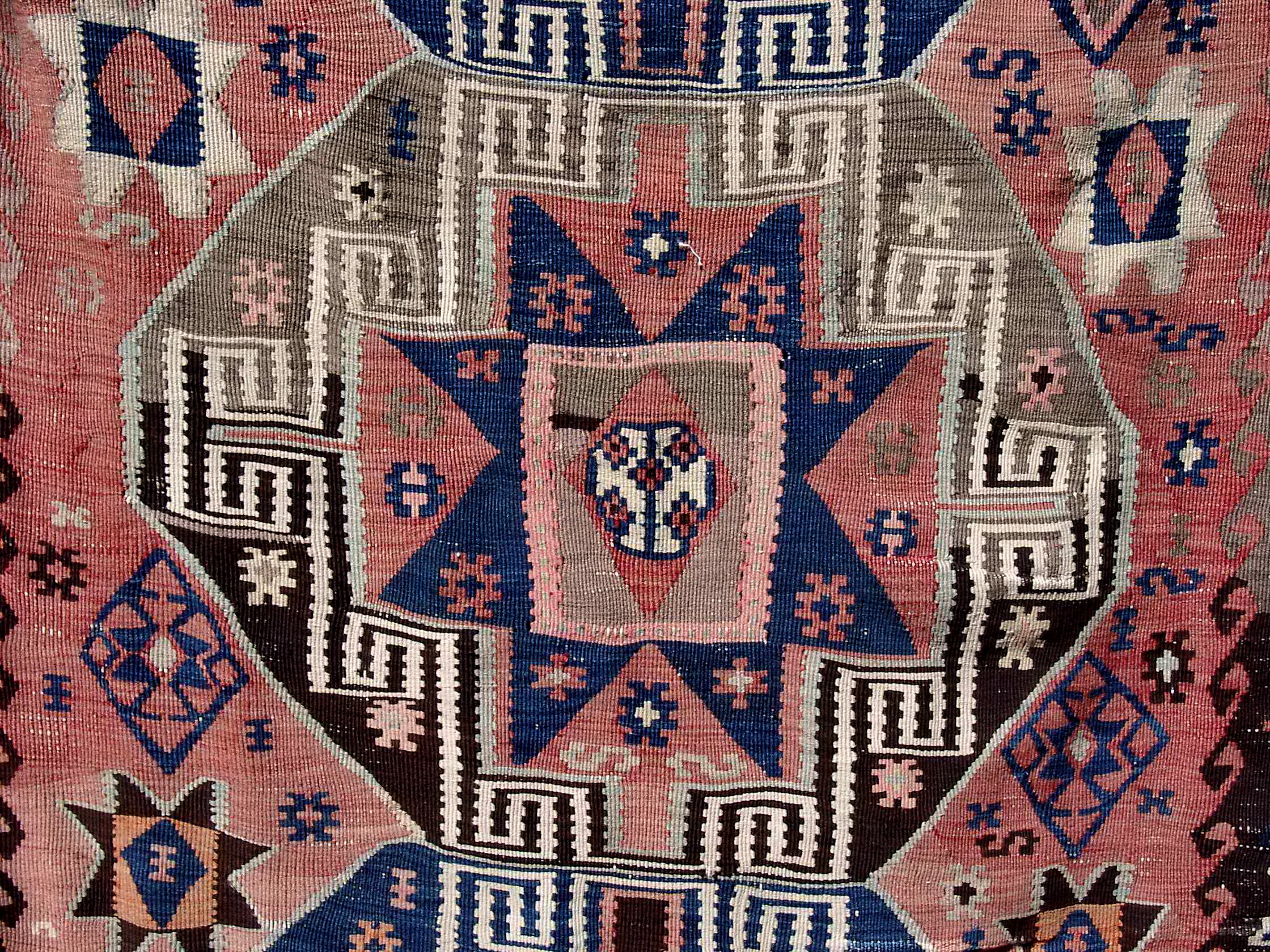
Detalle de un kilim turco, que ilustra el uso de varios motivos, entre ellos ojo, gancho y estrella. El medallón central octagonal consiste en un dragón (escalonado) con motivo de escorpión alrededor de una gran estrella.

Un kilim es una alfombra islámica, de tejido plano -sin pelo-, ya sea para uso doméstico o para su utilización como una alfombra de oración. El patrón se realiza enrollando los hilos de la trama de nuevo sobre los hilos de urdimbre cuando se alcanza un límite de color. Esta técnica deja un hueco o hendidura vertical, por lo que los kilims a veces se denominan tejidos de hendidura. Los kilims por lo general están decorados con patrones geométricos con espejo de dos o cuatro pliegues o simetrías rotacionales. Debido a que el tejido utiliza hilos verticales y horizontales, las curvas son difíciles de generar y, por lo tanto, los patrones se forman principalmente con bordes rectos.

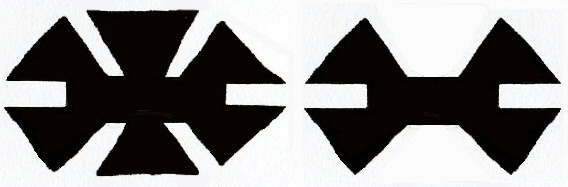
Motivo de la boca del lobo.

Los motivos geométricos se han transmitido de generación en generación y en regiones específicas, por lo que es fácil para el ojo experto reconocer la tribu de donde provienen. Sus motivos suelen ser simbólicos, así como decorativos. Por ejemplo, la boca del lobo o el motivo del pie de lobo (en turco: Kurt Aǧzi, Kurt İzi) expresa los deseos de los tejedores tribales de proteger los rebaños de sus familias de los lobos.

### Cuero

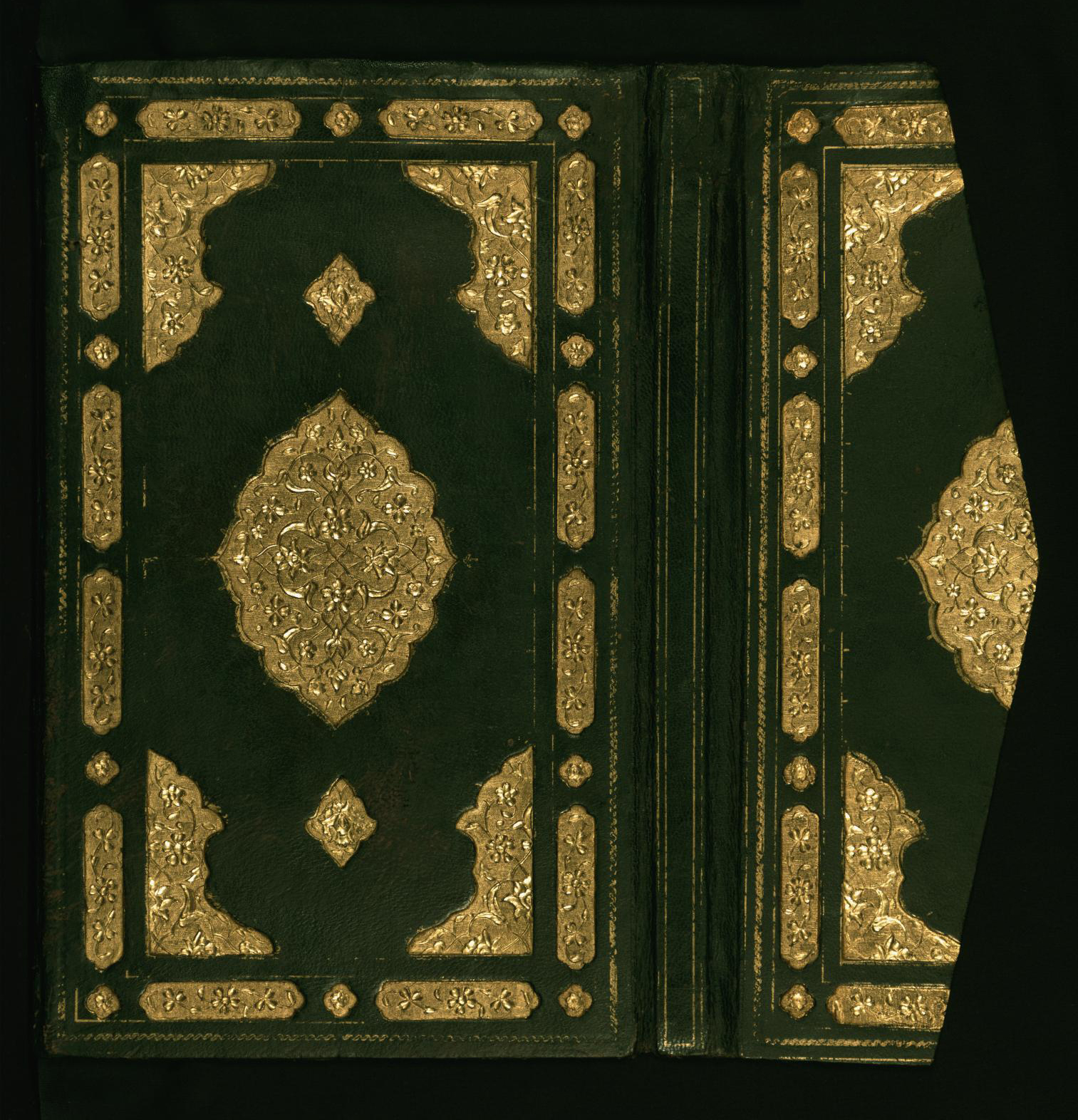
Encuadernación en piel de cabra, dinastía safávida.

El cuero islámico a menudo tiene grabados en relieve con patrones similares a los ya descritos. Proviene de una capa de tejido que recubre a los animales y que tiene propiedades de resistencia y flexibilidad apropiadas para su posterior manipulación. La capa de piel es separada del cuerpo de los animales, se elimina el pelo o la lana, salvo en los casos en que se quiera conservar esta cobertura pilosa en el resultado final, y posteriormente es sometida a un proceso de curtido. Una de sus aplicaciones son las cubiertas de cuero para libros, comenzando con el Corán donde se excluían las obras de arte figurativas y se decoraron con una combinación de escritura cúfica, medallones y patrones geométricos, generalmente bordeados por trenzas geométricas.

### Metalurgia

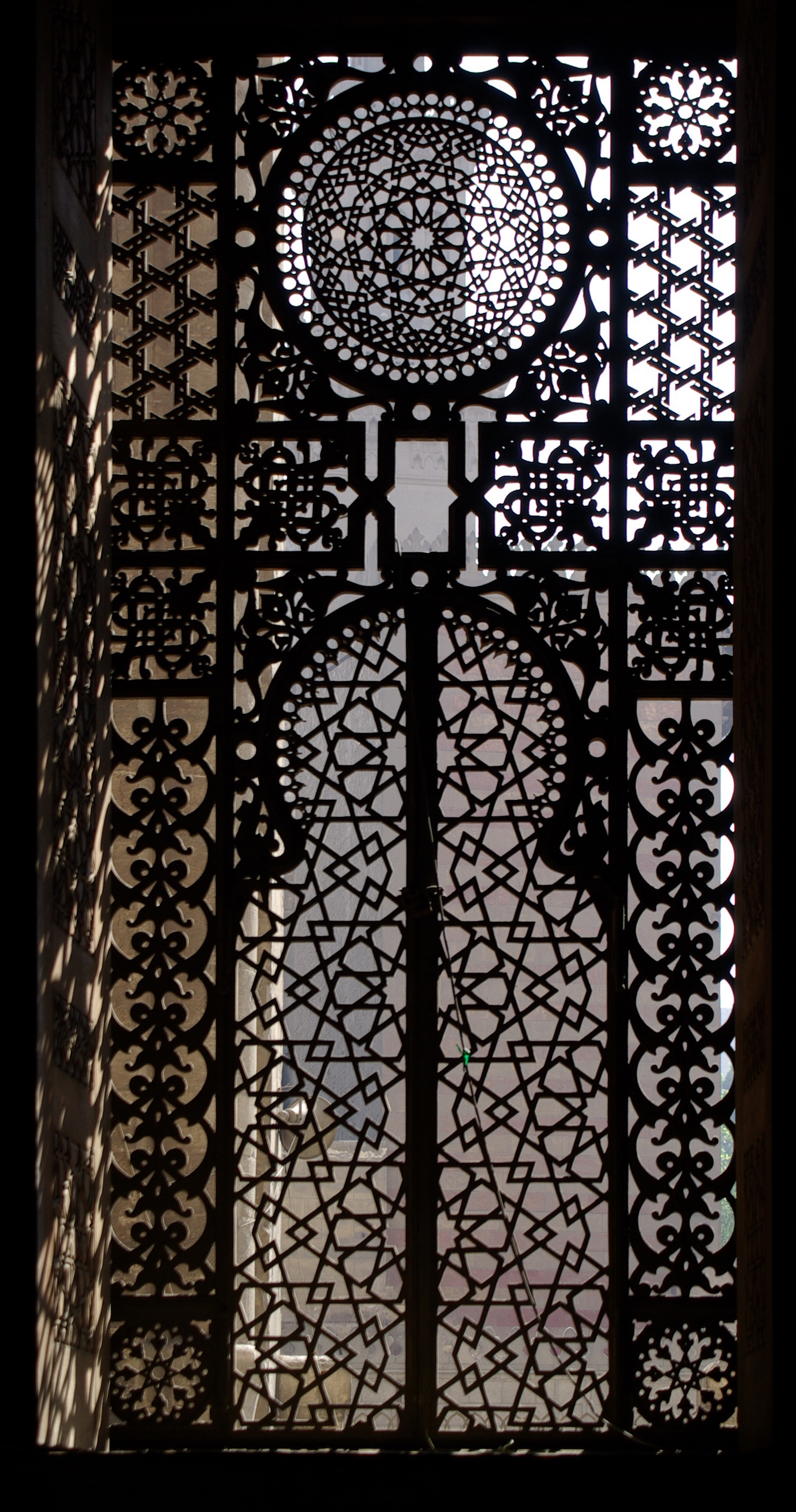
Puerta de hierro con estrellas de 10 puntas y deltoides en la mezquita de Al Rifa'i (1869–1912).

Los objetos metálicos comparten los mismos diseños geométricos que se utilizan en otras formas del arte islámico. Sin embargo, en la opinión de Hamilton Gibb, el énfasis difiere: los patrones geométricos tienden a usarse para los bordes, y si se encuentran en el área decorativa principal, se usan más a menudo en combinación con otros motivos como diseños florales, arabescos, y animales, o la escritura caligráfica. Los diseños geométricos en metalurgia islámica pueden formar una cuadrícula decorada con estos otros motivos, o pueden formar el patrón de fondo.
Incluso cuando los objetos metálicos, como los tazones y los platos, no parecen tener una decoración geométrica, todavía los diseños, como los arabescos, a menudo se colocan en compartimentos octogonales o se organizan en bandas concéntricas alrededor del objeto. Se utilizan tanto diseños cerrados —que no se repiten— como patrones abiertos o repetitivos. Patrones como las estrellas de seis puntas entrelazadas fueron especialmente populares desde el siglo XII. Eva Baer, señala que, si bien este diseño era esencialmente simple, fue elaborado por trabajadores metalúrgicos en patrones intrincados entrelazados con arabescos, a veces organizados en torno a otros patrones islámicos básicos, como el patrón hexagonal de seis círculos superpuestos.

### Mocárabe

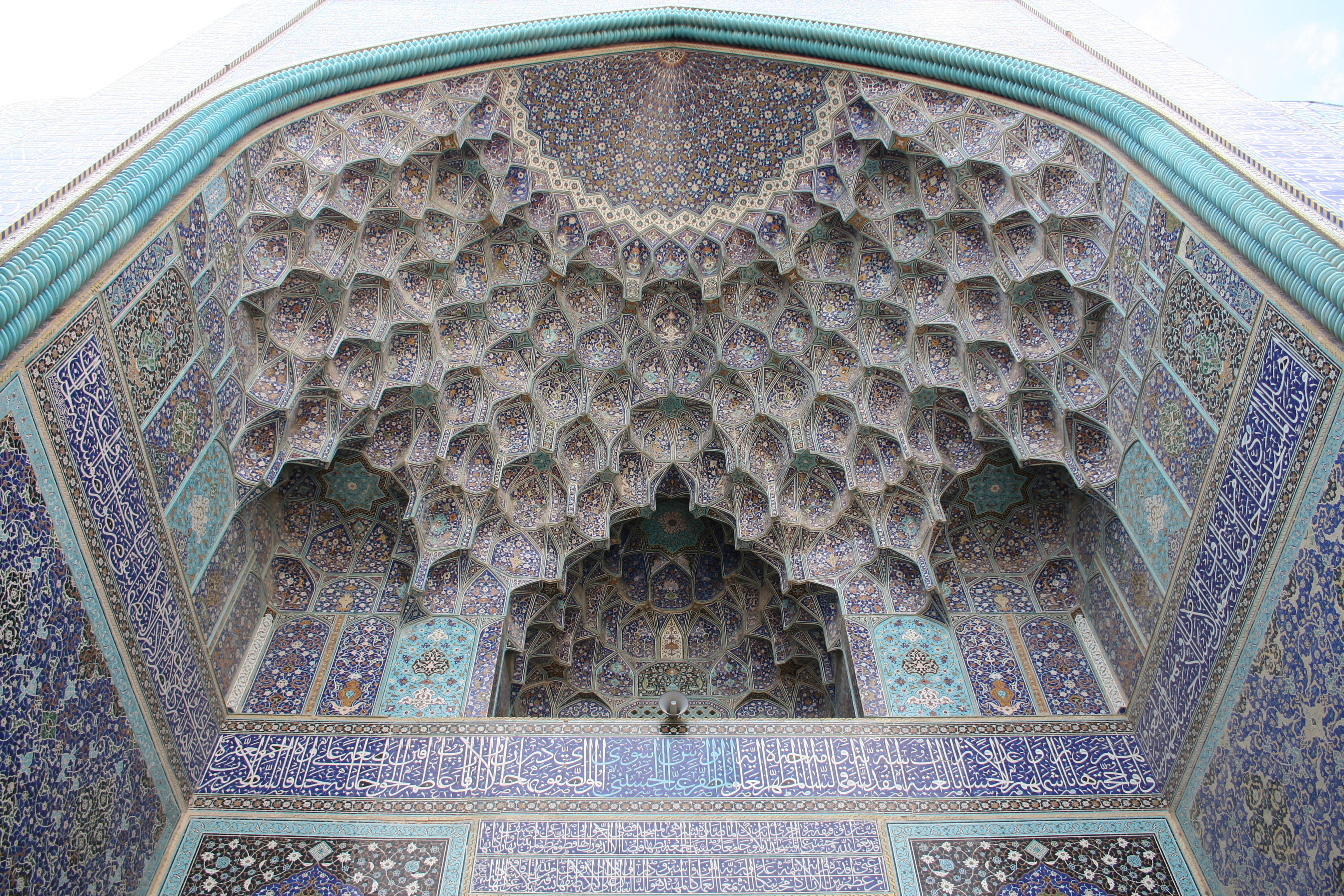
Mocárabes en la mezquita del Imam Jomeini, Isfahán.

Los mocárabes es un elemento decorativo tallado en techos para semi-cúpulas, a menudo utilizado en las mezquitas. Por lo general, están hechos de estuco y, por lo tanto, no tienen una función estructural, pero también pueden ser de madera, ladrillo y piedra. Son características de la arquitectura islámica de la Edad Media desde España y Marruecos en el oeste, hasta Persia en el este. Arquitectónicamente, forman múltiples niveles de prismas yuxtapuestos (uno al lado del otro) y colgantes que parecen estalactitas sueltas o arracimadas, disminuyendo en tamaño a medida que aumentan.

### Vitrales

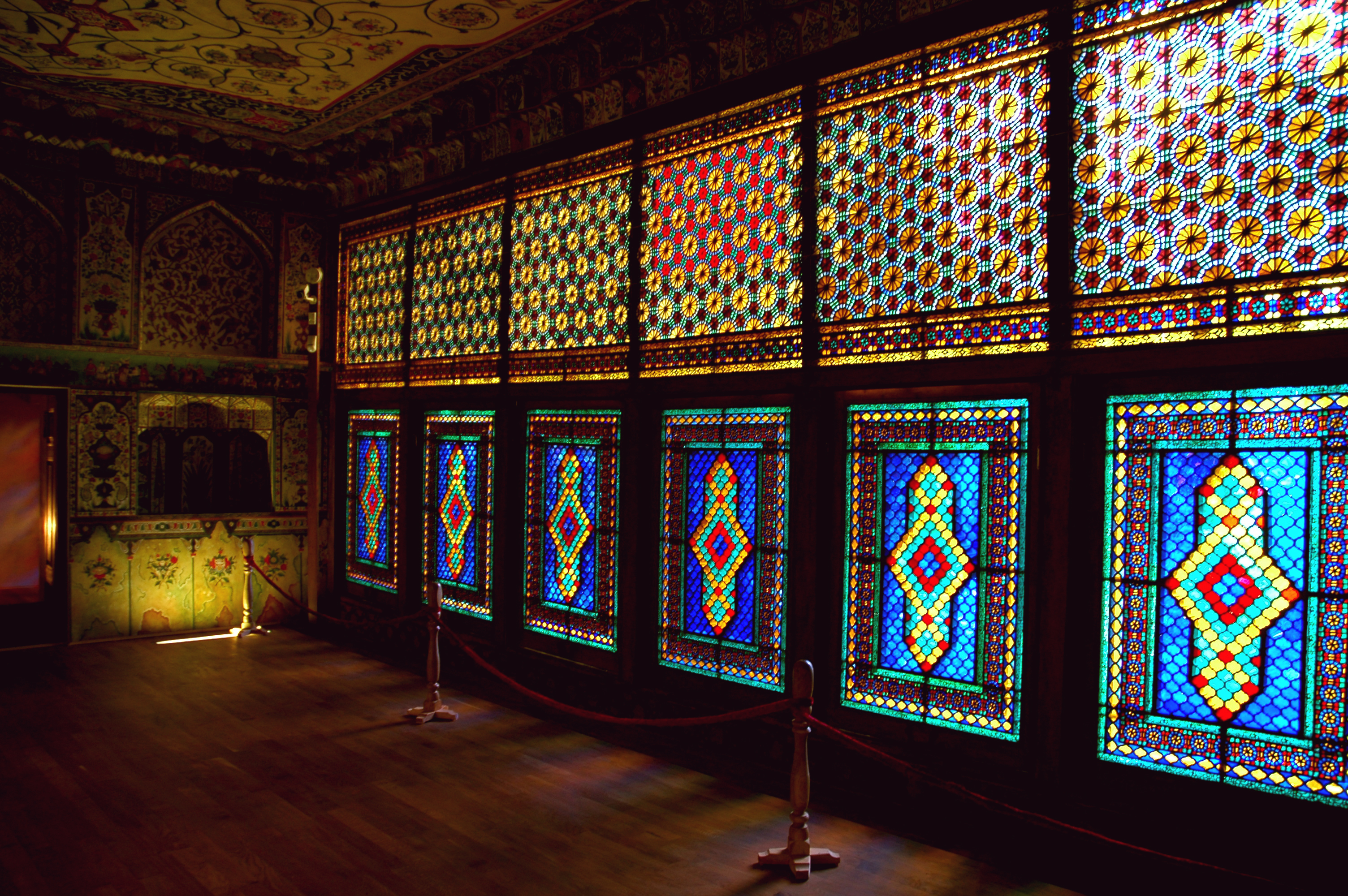
Vitrales en el Palacio de los Kanes de Şəki, Azerbaiyán.

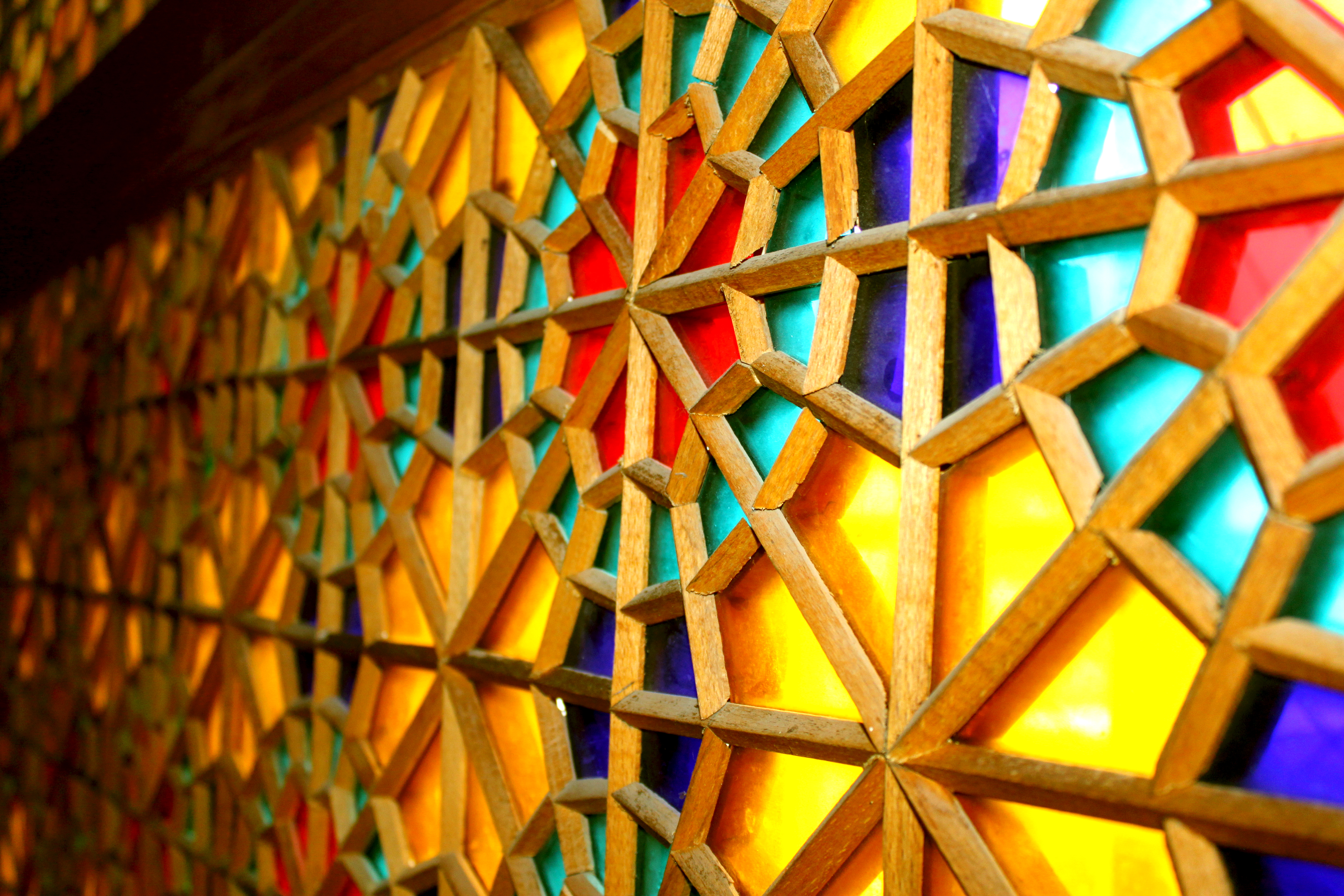
Detalle de «shabaka» en el Palacio de Los Kanes de Şəki

Los vitrales con diseños geométricos se utilizan en una variedad de configuraciones en la arquitectura islámica. Se encuentran en la residencia de verano del Palacio de los Kanes de Şəki, Azerbaiyán, construido en 1797, y que cuenta con azulejos decorativos, fuentes y varias ventanas de vidrios de colores. Los patrones en las ventanas de «shabaka» incluyen estrellas de seis, ocho y doce puntas. Estas ventanas decorativas con marcos de madera son características distintivas de la arquitectura del palacio. Todavía se construyen de manera tradicional en Şəki en el siglo XXI.
Las tradiciones de vidrieras realizadas con marcos de madera —no de plomo como en Europa— sobreviven en talleres en Irán y en Azerbaiyán. En Turquía y en las tierras árabes se encuentran ventanas acristaladas en estuco realizadas en patrones de girih, un ejemplo tardío, sin el equilibrio tradicional de elementos de diseño, se realizó en Túnez para la Exposición Internacional Colonial en Ámsterdam en 1883. La antigua ciudad de Saná en Yemen tiene vidrieras en sus edificios altos.

### Zellige

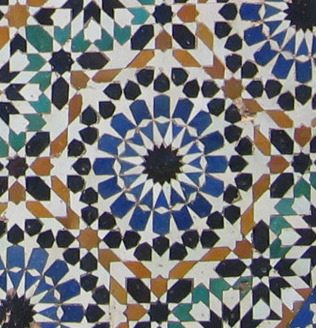
Zellige en El-Hedine, Mequinez, Marruecos.

Los zellige son baldosas de terracota vidriadas engastadas en yeso que forman coloridos patrones de mosaico que incluyen teselaciones estándar y semirregulares. La tradición es característica de Marruecos, pero también se encuentra en la España morisca. Zellige se utiliza para decorar mezquitas, edificios públicos y casas privadas adineradas.
Tradicionalmente se empleaban los tonos blancos y marrones, bajo la dinastía de los benimerines, a partir del siglo XIV, se utilizaron los colores azul, verde y amarillo, En cuanto al rojo empezó a usarse en el siglo XVII. Los azulejos que se emplean para suelos tienen un grosor de dos centímetros, a veces se usan piezas cuadradas de unos 10 cm de lado a las que se le cortan las puntas para poder unirlas con piezas más pequeñas.

## Cultura occidental

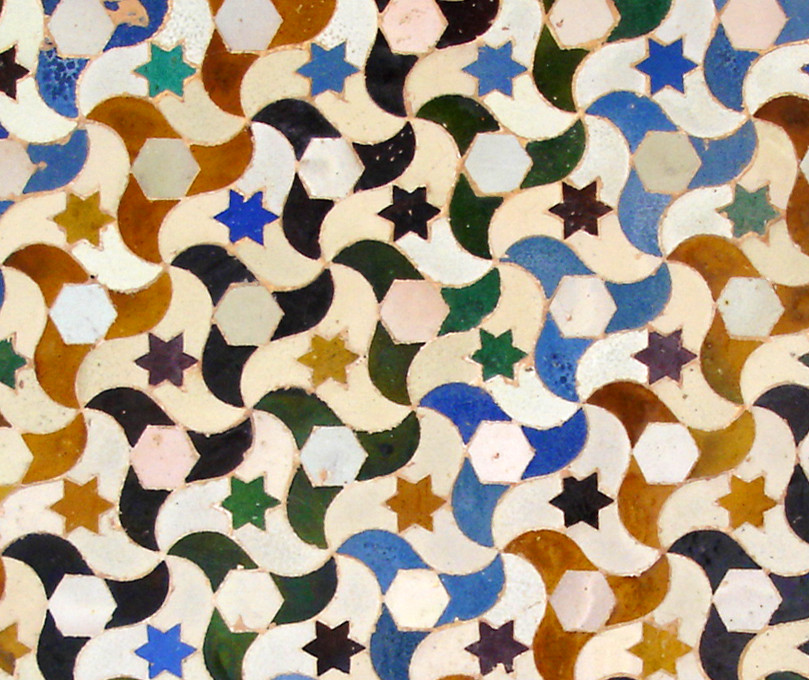
Una teselación de azulejos de cerámica vidriada que forman coloridos patrones geométricos en la Alhambra, que inspiraron el trabajo de M. C. Escher

A veces, en la sociedad occidental se supone que los errores en los patrones islámicos repetitivos, como los de las alfombra persa, fueron intencionalmente introducidos como una muestra de humildad por artistas que creían que «únicamente Alá puede producir la perfección», pero esta teoría ha sido negada continuamente.
El artista holandés M. C. Escher se inspiró en los intrincados diseños decorativos de la Alhambra para estudiar las matemáticas del teselado, transformando su estilo e influyendo en el resto de su carrera artística. En sus propias palabras, fue «la fuente de inspiración más rica que he encontrado».

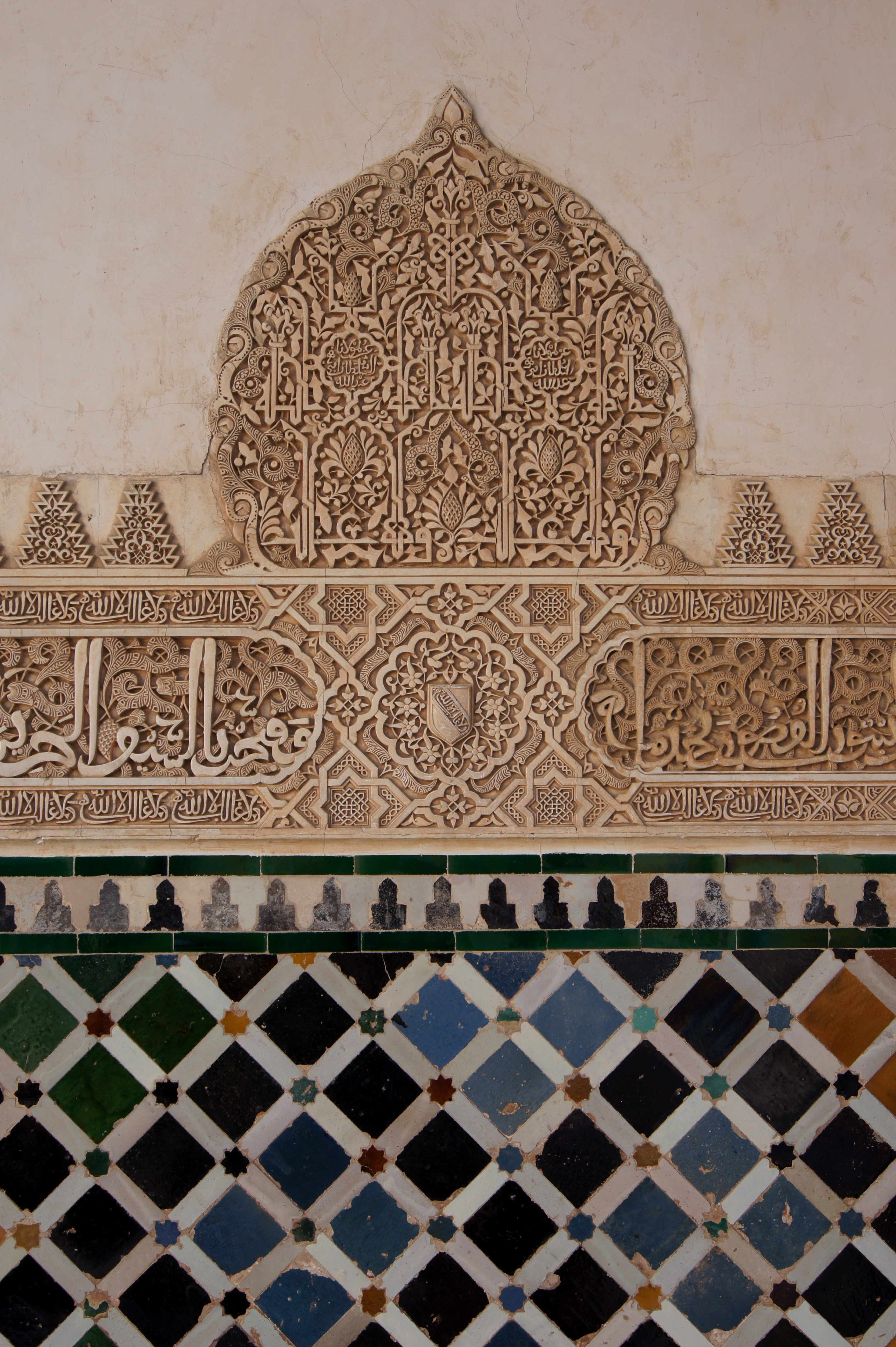
Teselaciones, arabescos y caligrafía en una pared de la Alhambra, España.

Las principales colecciones occidentales contienen muchos objetos de materiales muy diversos con patrones geométricos islámicos. El museo Victoria y Alberto en Londres tiene al menos 283 objetos de este tipo, entre los que se incluyen papel pintado, madera tallada, madera con incrustaciones, loza de barro o estaño, latón, estuco, vidrio, seda tejida, marfil y dibujos a pluma o lápiz. El Museo Metropolitano de Arte de Nueva York tiene entre otras obras relevantes 124 objetos medievales (1000–1400) que llevan patrones geométricos islámicos, que incluyen un par de puertas de minbar (púlpito) egipcias de casi 2 m de altura en palisandro y morera con incrustaciones de marfil y ébano; y un mihrab entero (nicho de oración) en Isfahán, decorado con mosaico policromado, y que pesa más de 2,000 kg.
La decoración y la artesanía islámicas tuvieron unas significativas influencias islámicas en el arte occidental cuando los mercaderes venecianos trajeron productos de muchos tipos a Italia a partir del siglo XIV.

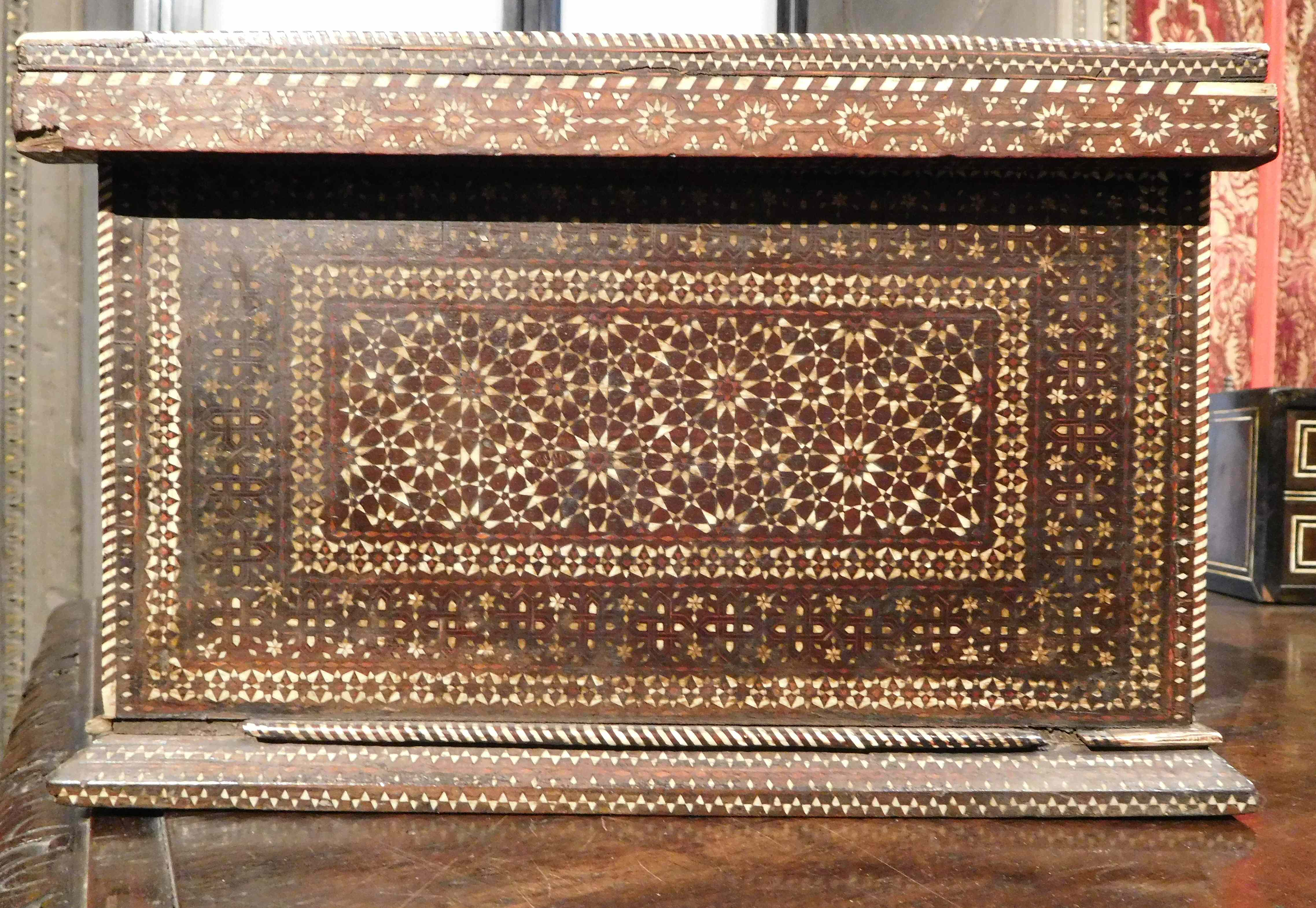
Caja de madera con incrustaciones de marfil realizada con motivos geométricos de zellige. (Italia).

Organizaciones culturales como el Instituto de Investigación de Ciencias Matemáticas y el Institute for Advanced Study organizan eventos sobre patrones geométricos y aspectos relacionados con el arte islámico.  En 2013, el Centro de Diseño de Estambul y la Fundación Ensar ejecutaron lo que según ellos fue el primer simposio de artes islámicas y patrones geométricos en Estambul. El panel incluyó a los expertos en el patrón geométrico islámico como la historiadora Carol Bier, el arquitecto Jay Bonner,  el escritor Eric Broug, el profesor  Hacali Necefoğlu, y el estudioso de matemáticas Reza Sarhangi. En Gran Bretaña, The Prince's School of Traditional Arts ofrece una variedad de cursos en arte islámico, que incluyen geometría, caligrafía y arabescos, fabricación de azulejos y talla de yeso.
Los gráficos y la fabricación asistida por ordenador hacen posible diseñar y producir patrones geométricos islámicos de manera efectiva y económica. Craig S. Kaplan explica e ilustra en su Ph.D. Tesis de cómo los patrones estelares islámicos pueden generarse algorítmicamente.

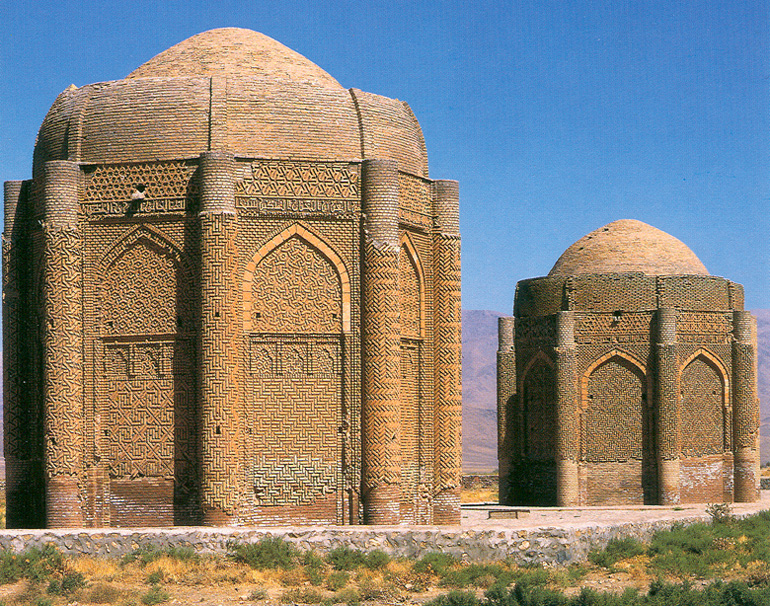
Dos Torres funerarias gemelas del Imperio selyúcida, en la provincia de Qazvin, Irán, cubiertas con muchos patrones diferentes de ladrillo, como los que inspiraron a Ahmad Rafsanjani para crear materiales augéticos.

Dos físicos, Peter J. Lu y Paul Steinhardt, han generado controversia en 2007,  al afirmar que los diseños de girih como los utilizados en el santuario Darb-e Imam de Isfahán fueron capaces de crear cuasi-periodicidad de embaldosados que se asemejan a los descubiertos por Roger Penrose en 1973. Mostraron que en lugar de la construcción tradicional de la regla y el compás, era posible crear diseños girih utilizando un conjunto de cinco «azulejos girih», todos polígonos equiláteros, decorados de forma secundaria con líneas.
En 2016, Ahmad Rafsanjani describió el uso de patrones geométricos islámicos de las torres funerarias en Irán para crear materiales augéticos a partir de láminas de goma perforadas. Estos son estables en un estado contraído o expandido, y pueden cambiar entre los dos, lo que podría ser útil para estents quirúrgicos o para componentes de naves espaciales. Cuando un material convencional se estira a lo largo de un eje, se contrae a lo largo de otros ejes —en ángulo recto con el estiramiento—. Pero los materiales augéticos se expanden en ángulo recto al tirón. La estructura interna que permite este comportamiento inusual está está inspirada en dos de los 70 patrones islámicos que Rafsanjani observó en las torres funerarias.